# Протести в Білорусі (2020—2021)
Акції протесту в Білорусі 2020—2021 року — це хвиля мирних демонстрацій проти режиму Лукашенка. Протести загострилися після президентських виборів 9 серпня 2020 року. Основними цілями були відставка Лукашенка та проведення повторних, чесних виборів президента країни.
Перші передвиборчі протести почалися у травні 2020 року в Мінську та інших містах і спочатку були пов'язані з арештом опозиційних кандидатів у президенти та недопущенням їхньої участі в президентських виборах. Після того, як ЦВК зареєструвала кандидатуру Світлани Тихановської і вона стала єдиним опозиційним кандидатом, її передвиборчі мітинги в різних містах стали збирати по кілька тисяч людей. Влада перешкоджала організації мітингів.
В день виборів після публікації перших офіційних екзит-полів, що свідчили про нібито переконливу перемогу Лукашенка вже в першому турі і суттєво розходилися з опозиційним підрахунком голосів, масові протести охопили одразу багато міст країни. Поза Мінськом люди масово виходили на вулиці в Барановичах, Бересті, Бобруйську, Вітебську, Гродні, Жлобині, Могильові, Пінську та ін. Їхньою основною метою став чесний підрахунок голосів і відставка Лукашенка, який займає посаду президента з 1994 року. Уряд почав придушувати мирні протести, використовуючи гумові кулі, сльозогінний газ та водомети; у відповідь траплялися сутички з силовиками. На кілька днів у країні майже повністю відімкнули інтернет. Було затримано кілька тисяч людей. Після трьох днів протистояння влада зупинила придушення протесту, але затримання продовжилися. Правозахисники відзначали жорстокість дій силовиків на вулицях та, особливо, у слідчих ізоляторах. Кілька людей загинуло. Підтримка російського президента Володимира Путіна на піку протестів допомогла Олександру Лукашенко триматися, і після нетривалого затишшя каральні сили безпеки розгорнули агресивну кампанію із залякування його опонентів. Тим не менш, після виборчої кампанії не було порушено жодної кримінальної справи проти беззаконня силовиків.
11 серпня протестувальники оголосили загальнонаціональний страйк, до якого приєдналися понад 20 підприємств, зокрема МАЗ, БелАЗ та «Білоруськалій». Починаючи з вечора 9 серпня і фактично до кінця 2020 року по всій Білорусі щодня проходили мирні акції солідарності та страйки, а у вихідні — багатотисячні марші. Протести 2020 року стали найбільшими в історії незалежної Білорусі.
Станом на жовтень 2021 року було понад 800 політв'язнів (за даними «Вясни»). Десятки тисяч людей були заарештовані, а тисячі покинули країну.

## Передумови

### Політична ситуація в Білорусі
Олександр Лукашенко займає посаду президента Білорусі з 1994 року. Після обрання в липні 1994 він провів низку змін: обмежив роль парламенту та місцевої влади, змінив символіку країни, взявши курс на інтеграцію з Росією, а також позбувся опозиції (через тиск, арешти та вбивства). Згодом Лукашенко скасував обмеження на два президентські терміни і став незмінним керівником країни, регулярно офіційно перемагаючи на виборах у першому турі з високим результатом. Жодні вибори в Білорусі після 1994 року не було визнано вільними міжнародною спільнотою, а здійснені ним зміни спричиняли регулярні масові протести, які щоразу закінчувалися придушенням з боку силовиків, масовими арештами та ув'язненнями (найбільшими з них були протести проти підписання Союзного договору з Росією у 1996—1997 роках, проти фальсифікації виборів 2006 та 2010 років, а також проти політичних репресій у 2011 році).
В 2015 році Лукашенко підписав Декрет № 3 «Про попередження соціального утриманства», який зобов'язав усіх мешканців країни (як громадян, так і негромадян з постійним проживанням) без офіційної зайнятості на території Білорусі виплачувати щорічний збір на користь держави. Це спричинило напруження у суспільстві, що вилилося в нові протести, відомі як Марші недармоїдів. Внаслідок протестів у 2018 році обов'язковий збір було скасовано. На думку деяких експертів, запровадження обов'язкового збору зачепило аполітичну частину суспільства, яка почала політизуватися і набувати протестного характеру.
Під час пандемії 2020 року на відміну від більшості країн світу Білорусь не ввела суворого карантину. Лукашенко вважав, що коронавірус — це «психоз», якому піддалося світове співтовариство. За його словами, в Білорусі люди помирали від різних супутніх хвороб, а не від коронавірусу.
Всі ці та інші фактори впливали на оцінку Лукашенка суспільством напередодні президентських виборів. Опозиційні праймеріз закінчилися безрезультатно через пандемію і втручення в них провладних активістів. В умовах пандемії не було зрозуміло, чи відбудуться вибори взагалі. Коли дату виборів було офіційно затверджено, опозиційні активісти стали проводити мітинги в різних містах, які збирали щоразу більше людей. Влада реагувала затриманнями.

### Передвиборчі умови
6 травня 2020 року було затримано Сергія Тихановського — бізнесмена та відеоблоґера, що оголосив про намір балотуватися у президенти і агітував своїх прихильників брати участь у акціях протесту проти чинної влади та готуватися до бойкоту виборів За участь у протестах проти інтеграції з Росією в грудні 2019 року йому присудили 15 діб арешту.
15 травня Центральна виборча комісія Білорусі відмовила в реєстрації ініціативної групи з висунення Тихановського кандидатом у президенти, обґрунтувавши це неправильним оформленням документів та відсутністю його підпису. Документи подавала дружина Тихановського Світлана на підставі довіреності. Після цього Світлана Тихановська оголосила, що буде балотуватися в президенти замість свого чоловіка. 29 травня Сергія Тихановського було повторно затримано, його звинуватили в організації несанкціонованого мітингу. Пізніше суд обрав запобіжний захід у вигляді утримання під вартою.
12 травня про свою участь у виборах оголосив Голова правління «Белгазпромбанку» Віктор Бабарико. Його кандидатуру публічно підтримали відомі білоруські діячі культури: нобелівська лавреатка Світлана Алексієвич, режисер Андрій Курейчик, філософ Володимир Мацкевич. 11 червня в «Белгазпромбанку» почалися обшуки, затримали трьох членів ініціативної групи Бабарика, а 18 червня було заарештовано самого Віктора Бабарика та його сина Едуарда, голову ініціативної групи. Віктора Бабарика звинуватили у легалізації грошей, отриманих незаконним шляхом.
14 липня ЦВК відмовила Бабарику в реєстрації кандидатом через те, що «в декларації не відображено матеріальні засоби та нерухомість, що фактично перебувають у його власності, а також доходи від діяльності низки підконтрольних йому білоруських комерційних структур». Аналогічно не зареєстрували іншого альтернативного кандидата Валерія Цапкала. Учасники кампанії заявляли, що голова ЦВК Лідія Єрмошина зайняла бік слідства без рішення суду і таким чином демонстративно порушила конституцію. Представниці виборчих штабів Бабарика та Цепкала — Марія Колесникова та Вероніка Цепкало відповідно — приєдналися до Об'єднаного штабу Світлани Тихановської.
Напередодні виборів фактично було заборонено проводити соціологічні опитування. Інтернет опитування давали рекордно низькі показники президенту Лукашенку, через що з'явився мем «Саша 3%».

## Хронологія протестів

### До виборів (травень— початок серпня 2020)

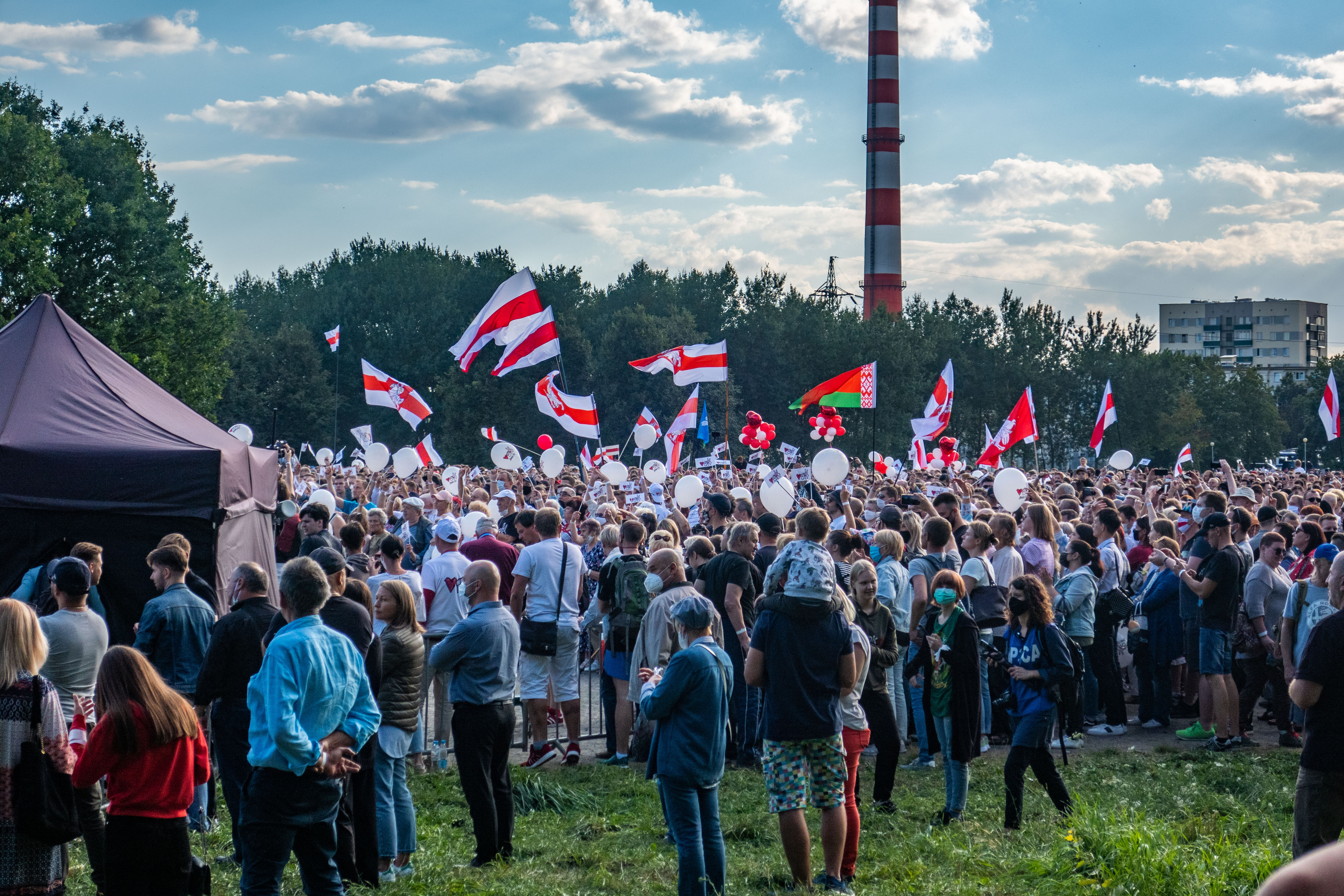
Мітинг у Мінську 30 липня 2020

Події, пов'язані з тиском на опозицію, викликали суспільний резонанс. Початком протестів прийнято вважати мітинг, організований Сергієм Тихановським у Мінську 24 травня; подія зібрала близько 500 осіб На той час Тихановському вже відмовили в реєстрації ініціативної групи, тож він закликав підтримати свою дружину Світлану. Сергій Тихановський мав намір активізувати суспільство для бойкоту виборів.
Під час кампанії зі збору підписів за Тихановську та Бабарика люди шикувалися у величезні черги. Після недопущення до виборів Бабарика 14 липня в Мінську відбулися «несанкціоновані» протести, проти яких влада використала ОМОН, частину учасників було затримано.
Після того, як ЦВК зареєструвала кандидатуру Світлани Тихановської, її агітаційні зустрічі в столиці та регіонах стали збирали в середньому 10 тисяч осіб, а найбільший мітинг 30 липня зібрав, за оцінками правозахисників, 63 тисячі осіб.
6 серпня Тихановська не змогла організувати анонсований мітинг у Мінську, тому що всі місця для агітації були зайняті державними заходами. Кілька тисяч прихильників Тихановської зібралися у Київському сквері на один із державних заходів. Звукоінженери включили пісню Віктора Цоя «Перемен», через що їх заарештували. Пісня стала одним із символів протесту.

### Перші дні після виборів і спроба придушення протесту (9-12 серпня 2020)

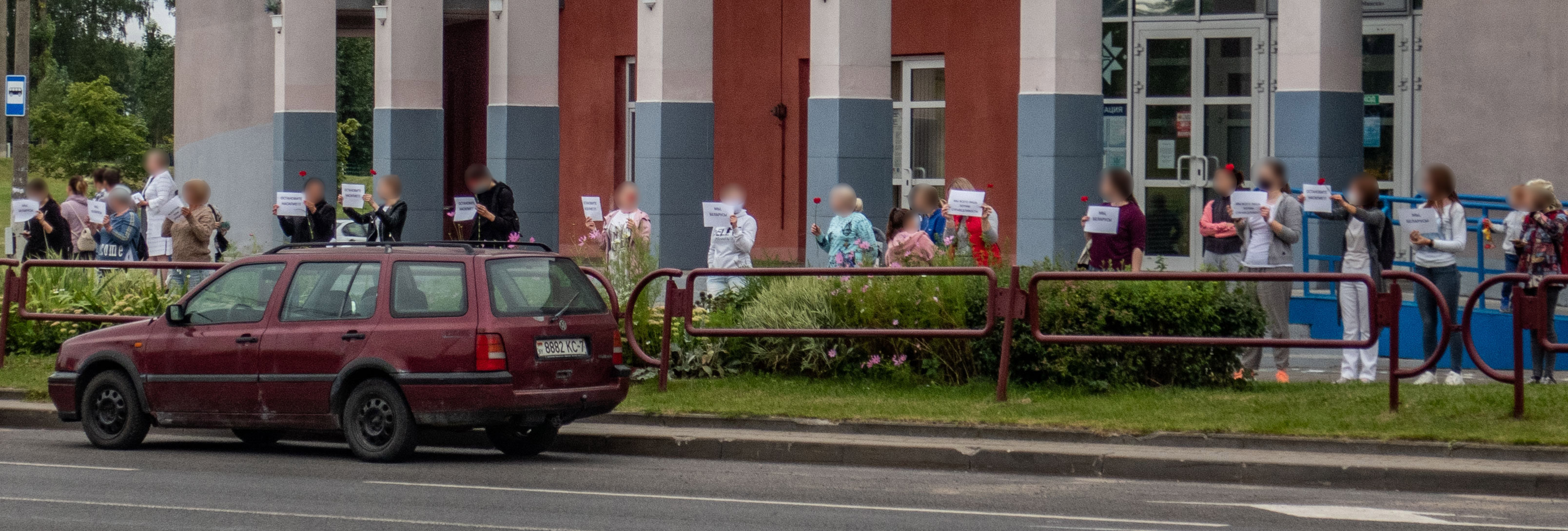
Один із «жіночих» протестів у Мінську

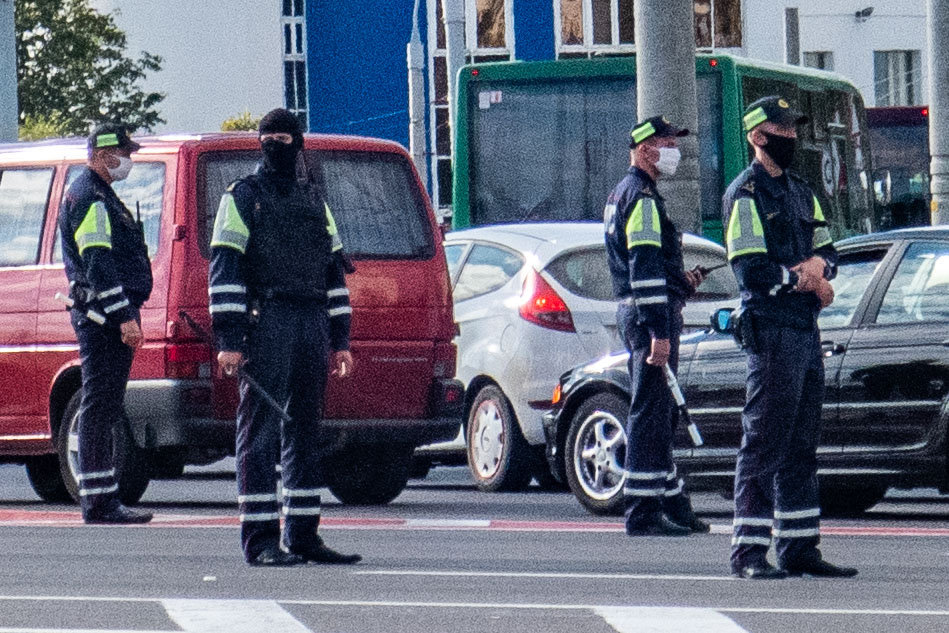
Троє працівників ДАІ та інший працівник перекривають дорогу

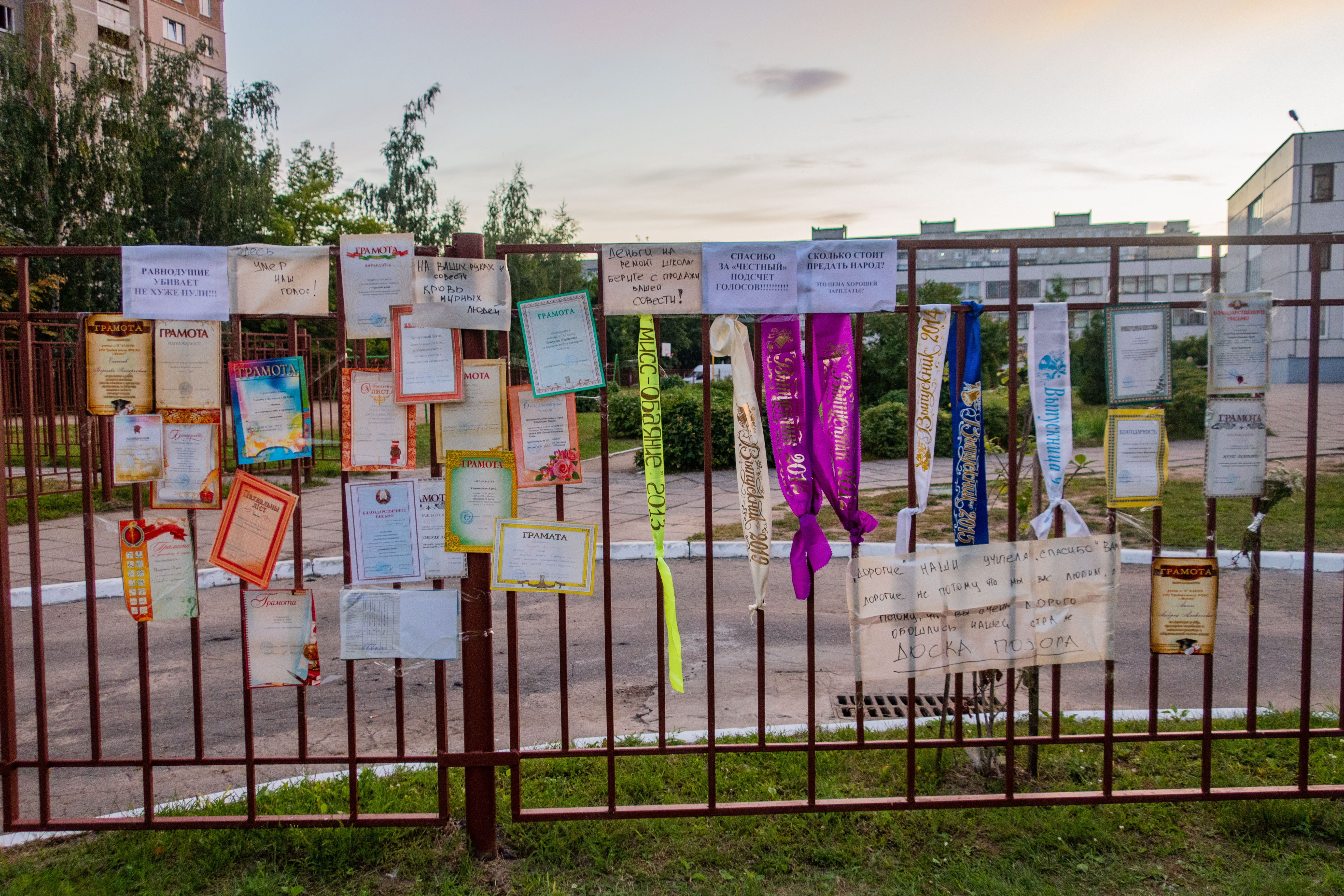
Одна з «дошок ганьби» в Мінську: випускники та батьки вивішують на шкільні паркани стрічки випускників і видані школою грамоти на знак протесту проти масових фальсифікацій голосів на виборчих дільницях у школах за участі вчителів.

Основна хвиля протестів почалася ввечері 9 серпня, коли з'явилися перші офіційні екзит-поли. За їхніми даними, Лукашенко набрав майже 80% голосів, а Тихановська — менше 7%. В країні частково відключили інтернет та мобільний зв'язок. Увечері перестали працювати новинні сайти. ОМОН та внутрішні війська застосували силу проти демонстрантів, протести почали розганяти водометами, сльозогінним газом і світлошумовими гранатами. У Мінську по протестувальниках стріляли гумовими кулями, були поранені; автомобіль спецтехніки в'їхав у натовп протестувальників, троє отримали важкі травми. За різними даними, пораненими було заповнено два відділення військового шпиталю.
Ввечері 10 серпня люди знову почали збиратися в багатьох містах країни. Силовики використовували гумові кулі та світлошумові гранати. В деяких місцях протестувальники почали зводити барикади. З'явилася перша жертва — біля станції метро «Пушкінська» загинув чоловік (нібито від вибуху світлошумової гранати, але через кілька днів стало відомо, що його поранили пострілом).
Пізніше стало відомо, що 10 серпня Тихановська виїхала до Литви. Вона записала відеозвернення, пояснивши, що самостійно покинула Білорусь, поїхавши до дітей. За словами опозиції, відеозвернення було записано під тиском силовиків у приміщенні ЦВК, куди Тихановська прийшла подати скаргу на фальсифікації підрахунків і звідки її не випускали протягом кількох годин. 14 серпня глава ЦВК Лідія Єрмошина підтвердила, що відео було записано в приміщенні ЦВК і що з Тихановською там розмовляли «високопоставлені представники органів правопорядку».
11 серпня було оголошено загальнонаціональний страйк, до якого приєдналися великі підприємства країни: Мінський маргариновий завод, Мінський електротехнічний завод, Жабінковський цукровий завод, а на БелАЗі та «Гродно Азоті» робітники почали обговорювати формат страйку і конкретні вимоги для підприємства.
Ввечері під час придушення протестів журналісти відзначали особливу жорсткість дій силовиків. Спершу вони розганяли та затримували людей, що прийшли до місця загибелі протестувальника біля метро «Пушкінська», а потім почали прочісувати центральні вулиці та затримувати випадкових перехожих.

### Початок страйку (12—16 серпня 2020)

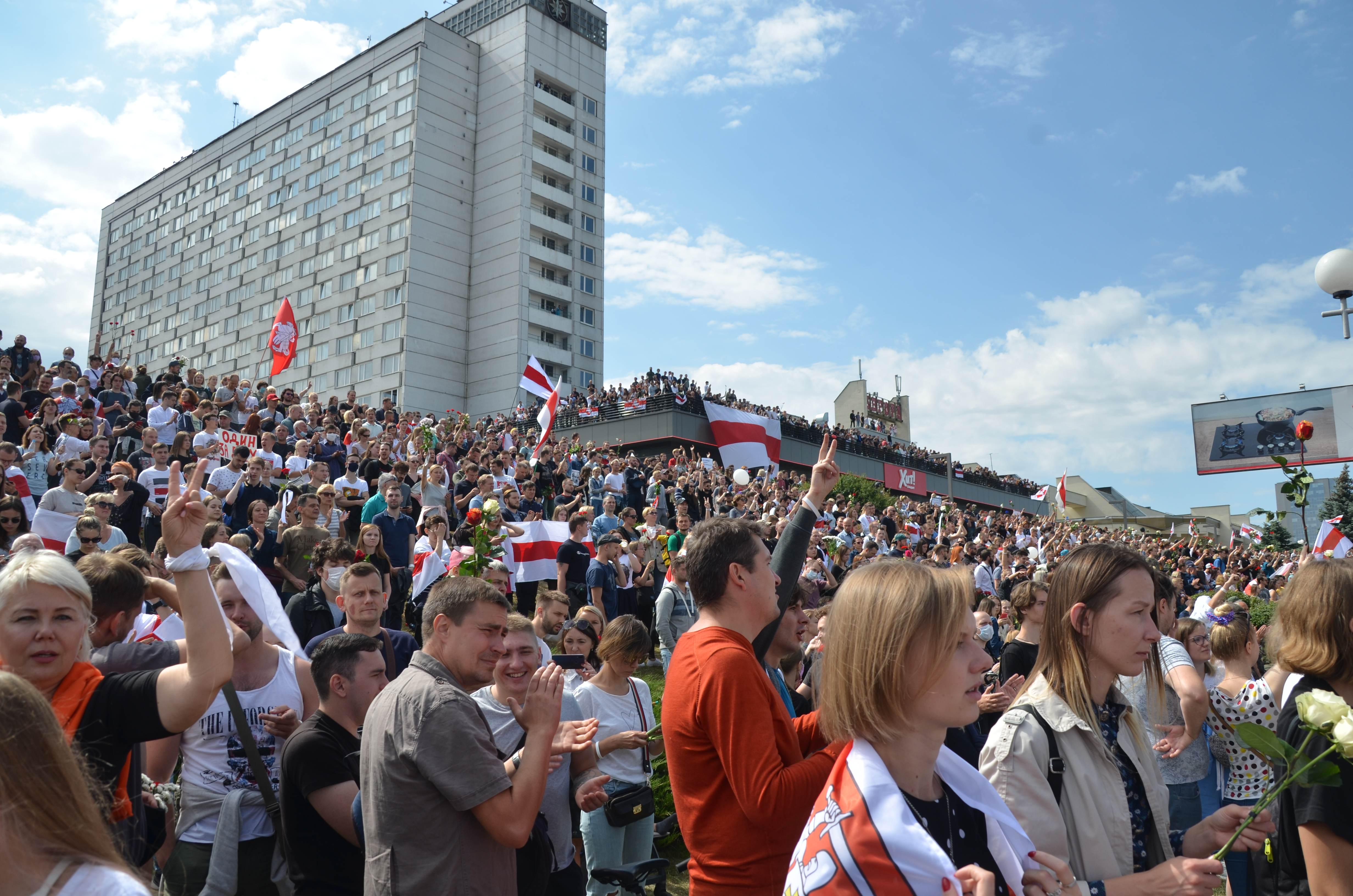
Мітинг пам'яті Олександра Тарайковського, метро Пушкінська, 15 серпня 2020

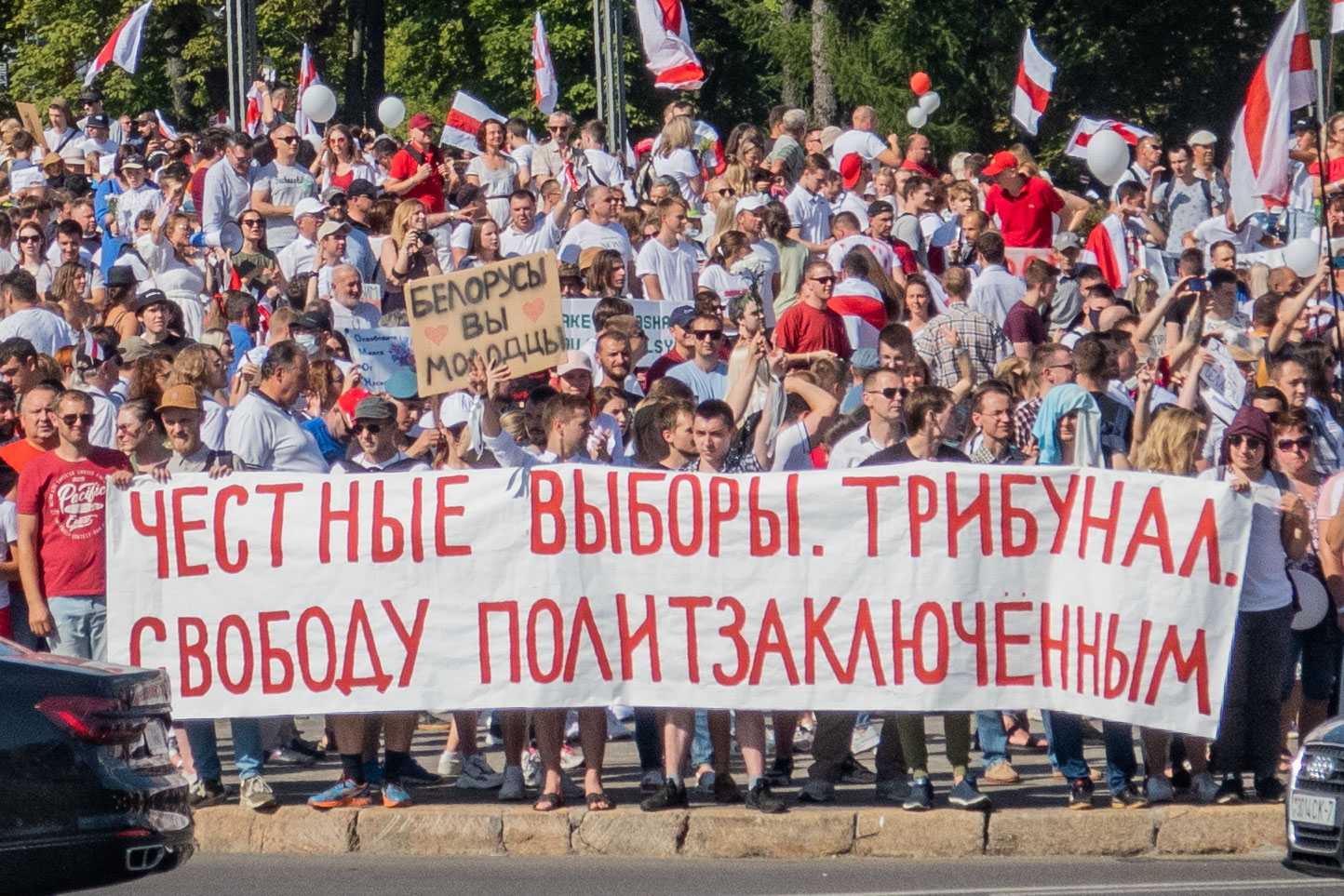
Гасла протесту: «Чесні вибори. Трибунал. Свободу політв'язням»

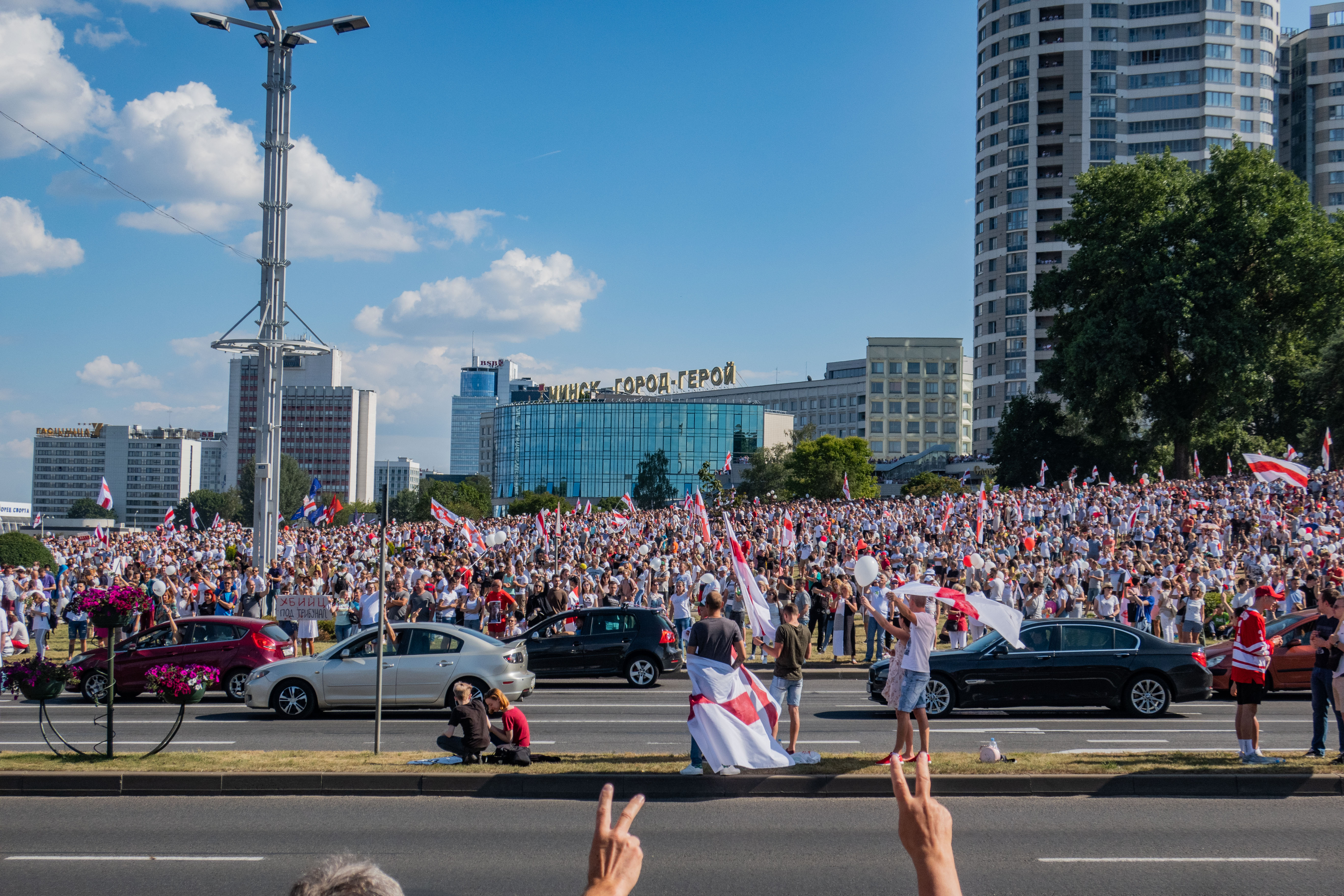
«Марш свободи» в Мінську 16 серпня 2020

12 серпня масові затримання тимчасово припинилися і основною формою протесту стали акції солідарності та живі ланцюги. Жінки (часто лише в білому) стояли довгими шеренгами з квітами в руках і закликали силовиків припинити насилля, автомобілісти підтримували їх сигналами. Біля місць перебування затриманих (зокрема біля «Волода́рки») збиралися їхні родичі та небайдужі громадяни.
В Білорусі частково відновив роботу інтернет. З'явилося кілька флешмобів, зокрема колишні військові та спецпризначенці викидали свою форму на знак протесту проти насилля, деякі міліціонери подавали у відставку. Кілька журналістів державних телеканалів звільнилися.
13 серпня до оголошеного раніше страйку приєдналася низка підприємств, загалом понад 20 великих підприємств (зокрема, МАЗ та БелАЗ, а також Мінський тракторний завод (МТЗ), Мінський керамічний завод («Керамін»), завод «Інтеграл», ВАТ «Хімволокно», «Гродноміськбуд», ВАТ «Белкард», «Гродно Азот», «Гефест» та ін.).
До акцій солідарності приєдналися залізничники та медики (працівники Республіканського науково-практичного центру «Кардіологія» в Мінську, Четвертої столичної лікарні, столичної Лікарні швидкої допомоги і студенти Гродненського медичного університету). До вимог перерахувати голоси на виборах приєдналися також Білоруська державна філармонія і Національний художній музей Білорусі.
В ніч проти 13 серпня міліція почали випускати затриманих, зокрема, з СІЗО на Акрестіна випустили понад 100 осіб. Крім того, міністр МВС Білоруси Юрій Караєв попросив вибачення за травми випадкових людей, які їм нанесли міліціянти. Посли країн ЄС поклали квіти на місце загибелі першої жертви протистояння біля станції метро «Пушкінська».
14 серпня до страйку приєдналися нові підприємства, зокрема Білоруськалій, Мінський тракторний завод, «Білшина» та інші. На страйк вийшли також всі категорії працівників Мінського метрополітену: від співробітників депо до інженерних служб.
В неділю 16 серпня відбувся анонсований раніше «Марш свободи», що зібрав близько 200 тисяч осіб і став найбільшою в історії Білорусі протестною акцією. Масові акції протесту відбулися по всій країні — в Гродні, Гомелі, Бересті, Могильові, Барановичах, Вітебську, Бобруйську, Жлобині, Борисові, Пінську, Солігорську, Ліді, Полоцьку.

### Друга половина серпня — жовтень 2020
В цей період щодня у різних містах продовжували відбуватися акції протесту, при чому недільні акції в Мінську збирали десятки тисяч людей. Лідерів страйку та найбільш активних учасників протесту поступово затримували, а політиків, що намагалися вести переговори з протестом, — звільняли. До 10 вересня учасники Координаційної ради або покинули країну, або їх також було затримано. Останньою виїхала Світлана Алексієвич наприкінці вересня. 
19 серпня Лукашенко призначив новий уряд, де зберегли посади всі ключові фігури: Прем'єр-міністр Роман Головченко, міністр МЗС Володимир Макей, міністр МВС Юрій Караєв, голова Мінінформації Ігор Луцький та міністр охорони здоров'я Володимир Караник. Литва запровадила санкції проти Лукашенка та його оточення.
20 серпня платформа «Голос», що займалася паралельним підрахунком голосів, опублікувала звіт на основі 1310 протоколів, згідно з якими Тихановська набрала понад 81% голосів.
22 серпня було заблоковано низку інформаційних сайтів, що активо висвітлювали протести (зокрема «Радіо Свободу», «Європейське радіо для Білорусі», «Белсат», «Салідарнасць», Udf.by, «Вітебський кур'єр», «Виртуальный Брест», The Village, а також сайти правооборонних організацій, політичних партій і громадських ініціатив). 
7 вересня зникла Марія Колесникова, Антон Родненков та Іван Кравцов. Наступного дня стало відомо, що їх намагалися депортувати в Україну. При цьому Колесникова порвала свій паспорт, після чого її офіційно затримали і перевезли в СІЗО. Родненков та Кравцов перетнули кордон і пізніше того ж дня дали пресконференцію в Києві.
14 вересня в Сочі відбулася зустріч Лукашенка з Путіним, за підсумками якої Росія видала Білорусі кредит сумою в 1,5 млрд доларів США. Того ж дня на полігоні «Берестейський» стартували російсько-білоруські навчання «Слов'янське братство 2020», що тривали до 25 вересня. Початково планувалася, що до навчання приєднаються також збройні сили Сербії, проте 9 серпня президент Сербії Александар Вучич заявив про відмову від участі через тиск Євросоюзу.
17 вересня Європейський парламент прийняв резолюцію щодо ситуації в Білорусі, згідно з якою Лукашенка не визнають легітимним президентом країни, з вимогами ввести жорсткі санкції проти нього та його оточення. Також ЄП осудив гібридне втручання Росії у справи Білорусі. 
23 вересня Лукашенко провів інавгурацію в Палаці незалежності, про яку не повідомляли заздалегідь і яку не транслювали. На події не було представників інших країн. За словами деяких присутніх, вони дізналися про інавгурацію безпосередньо в Палаці незалежності. 
10 жовтня Лукашенко приїхав у СІЗО КДБ і протягом 4,5 годин обговорював із Віктором Бабариком та іншими політв'язнями «зміни до Конституції Білорусі». Заарештованому блоґеру Сергію Тихановському дозволили подзвонити дружині Світлані. Це була їхня перша розмова після арешту Сергія 29 травня в Гродні
29 жовтня почали надходити повідомлення про те, що білоруська митниця закрила пункти пропуску на в'їзд до країни (навіть для громадян Білорусі). Причиною називали погіршення епідеміологічної ситуації. Міністр закордонних справ Литви Лінас Лінкявічус повідомив, що навряд чи кордон закрили через ситуацію з коронавірусом, оскільки по дипломатичним каналам ніяких повідомлень не надходило. Лукашенко звільнив міністра внутрішніх справ Юрія Караєва та його заступника Олександра Барсукова, що керували розгонами мирних демонстрацій останнім часом. Новим міністром МВС став Іван Кубраков.

### Кінець 2020 — початок 2021
В цей період акції протесту продовжувались, але їхня масовість стала спадати.
5 листопада платформи «Голос», «Зубр» та «Честные люди» представили підсумковий звіт про вибори президента Білорусі. На основі опрацьованих протоколів було зроблено висновок, що вибори було сфальсифіковано Лукашенко нагородив та підвищив низку керівників силових відомств.
12 грудня понад сто діючих і колишніх силовиків та військових Білорусі підписали відкритого листа, в якому закликали провести нові вибори «як єдиний спосіб розв'язання кризи, об'єднання суспільства, відновлення в країні верховенства права та законності».
18 грудня стало відомо, що МВС Білорусі і Росгвардія домовилися на тлі протестів співпрацювати в сфері охорони громадського порядку і забезпечення безпеки, а також з боротьби з тероризмом і екстремізмом. Співпрацювати сторони домовилися в формі консультацій, семінарів, конференцій та навчально-методичних зборів, в підготовці кадрів, проведенні спільних навчань.
Останні акції протесту відбулися на День Волі 25 березня 2021 року. Через репресії частина протестувальників покинула країну, а частину було ув'язнено.

## Форми протесту

### Еволюція форм протесту
В перші дні після виборів у Білорусі був майже повністю відсутній інтернет, що ускладнювало координацію дій. Люди збиралися на 19:00 в центрі своїх міст, силовики намагалися перешкоджати: нападали, били та затримували будь-кого, хто перебував в зоні протесту чи неподалік (при цьому забігаючи в подвір'я, а іноді і в під'їзди; бували випадки стрільби силовиків по вікнах випадкових громадян). Таким чином тактика протесту зводилася до того, щоби протриматися на вулиці якомога довше і не потрапити в руки силовиків. Іноді виникали сутички, зводилися барикади, запускалися феєрверки. Близько другої ночі протести вщухали і люди розходилися, а наступного дня о 19:00 все знову повторювалося.
12 серпня 2020 року влада Білорусі тимчасово призупинила активне придушення протесту, повернувся інтернет. З цього дня протест почав стабілізуватися і став більш систематичним та скоординованим. Основним джерелом інформації та інструментом координації дій став месенджер Telegram. Оскільки певний час силовики взагалі не реагували на протестувальників, то стали можливими мирні марші та ланцюги солідарності. Відомим прикладом стали акції жінок у білому, що закликали припинити насилля (в цьому був ще й певний символізм через зневажливе ставлення Лукашенка до жінок). Аналогічні акції стали влаштовувати професійні спільноти: медики — біля своїх лікарень, студенти — біля вишів, шахтарі — перед своїми підприємствами тощо. В рамках страйку державних підприємств траплялися одиночні акції шахтарів, коли вони приковували себе в шахті, відмовляючись підніматися на поверхню. В жовтні почали щотижня проводити марші пенсіонерів, а пізніше — також акції людей із інвалідністю.
Традиційно з другої половини серпня щосуботи в країні відбувадися жіночі протести, а щонеділі — загальний марш. Недільні марші в Мінську збирали найбільшу кількість людей (зазвичай, не менше 100 тисяч) і щотижня мали іншу назву. Білоруська влада намагалася придушити будь-які форми протесту, незважаючи на те, чи є конкретні дії забороненими. Наприклад, комунальники знімали біло-червоно-білі прапори чи просто комбінації кольорів з балконів громадян, або людину могли затримати за тримання в руках чистого аркуша (як натяк на протестний плакат). Протестувальники реагували на такі дії акціями, що покликані були довести репресії до абсурду і показати їхню незаконність. Однією з таких форм протесту можна вважати те, як щодня люди з протестною символікою збиралися на подвір'ях між багатоповерхівами — сиділи, розмовляли, іноді вібувався вуличний концерт. Оскільки в країні заборонено несанкціоновані мітинги, їх регулярно відвідували силовики.
Окрім вуличних протестів набули популярності флешмоби в інтернеті. Професійні спільноти та колективи писали відкриті листи, записували відеозвернення із закликами продовжувати протест. Періодично з'являлися відеозвернення силовиків та працівників державних компаній про те, що вони йдуть у відставку на знак протесту.
В другій половині серпня силовики відновили затримання, але цього разу почали діяти інакше. Затримували або випадкових учасників протесту, або коли людей ставало зовсім мало. Затримань стало суттєво менше, ніж у перші дні після виборів, але окрім прямих затримань влада використовувала й інші форми репресій. Щонеділі до Мінська звозили військову та спеціальну техніку, закривали станції метро, тимчасово блокували мобільний інтернет та великі площі. Іноді використовували водомети.

### Координаційна рада
14 серпня Тихановська записала відеозвернення, в якому заявила про перемогу на виборах і про створення Координаційної ради для забезепечення мирної зміни влади в Білорусі. За її словами, до Ради повинні увійти «представники громадянського суспільства, шановані та відомі білоруси, професіонали своєї справи». Заявки на участь у Раді були відкриті для будь-якого громадянина Білорусі, що вважав результати виборів сфальсифікованими і якого визнавали авторитетним у певній соціальній групі (лікарів, вчителів, бізнесменів, письменників чи спортсменів).
17 серпня Тихановська опублікувала відео, в якому заявила, що готова очолити перехідний уряд і організувати нові, вільні та чесні вибори президента. Того ж дня з'явивися список членів Ради, серед яких була нобелівська лавреатка Світлана Алексієвич, колишній міністр культури Павло Латушко та представники найбільших страйкуючих підприємств. Перша пресконференція Ради відбулася 18 серпня в Мінську. 19 серпня Координаційна рада сформувала президію.
24 серпня Рада закликала білорусів ініціювати процедуру відкликання депутатів парламенту та місцевих рад.
Лукашенко заявив, що створення Координаційної ради — це спроба захоплення влади. Голова Конституційного суду Білорусі Петро Міклашевич заявив, що Координаційна рада є неконституційною Слідчий комітет допитав усіх членів президіуму КР.
У жовтні 2020 року Європарламент нагородив білоруську опозицію, представлену Координаційною радою, премією Андрія Сахарова.
21 грудня Генеральна прокуратура Білорусі порушила кримінальні справи проти лідера опозиції Світлани Тихановської і членів Координаційної ради.

### Кіберпартизани
1 вересня Telegram-канал Nexta опублікував План Перемоги, у якому в розділі Інформаційний фронт була Хакерська війна.
2 і 3 вересня було зламано сайти управління справами президента Білорусі і МВС Білорусі. На сайті МВС Лукашенка «оголосили» в розшук.
Пізніше було зламано сайти національної лотереї, податкового міністерства, біржі, держакупівель, президента і Генеральної прокуратури Білорусі. Хакери отримали бази даних із персональними даними співробітників ОМОН, КДБ та МВС. Було запущено онлайн-карту із адресами силовиків, причетних до побиття мітингарів.
26 вересня було зламано державні канали і в ефір запустили відео побиття активістів.

## Соціологічні дослідження
21 жовтня 2020 було опубліковано соціологічне дослідження британського аналітичного центру в області міжнародних відносин Chatham House. Згідно з цим дослідженням, кожен п'ятий мешканець білоруських міст брав участь у вуличних акціях протесту, 70% респондентів вважали, що результати виборів було сфальсифіковано, 16% опитаних вірили, що вибори відбулися без фальсифікацій. При цьому 20,6% опитаних заявили, що віддали свій голос на Лукашенка, 52,2% — за Тихановську, 9,2% — проти всіх, 13,7% не вказали, як голосували на виборах. 62,8% респондентів сприймали дії силовиків 9—11 серпня як катування.

## Символіка
Біло-червоно-білий (БЧБ) прапор, що був офіційним прапором незалежної Білорусі з 1991 по 1995 роки, а також прапором Білоруської Народної Республіки у 1918 році, став символом демократичної опозиції та всіх противників Лукашенка. Його використання фактично заборонено, на демонастраціях міліція часто конфісковує ці прапори, а його власникам дають штрафи та короткі терміни ув'язнення. Серед інших символів — герб Погоня та пісня «Ваяцкі марш» (Мы выйдзем шчыльнымі радамі), які також використовувала БНР. Протестувальники також часто співали пісні «Пагоня», «Купалінка», «Муры» (переклад пісні Яцека Качмарського) та «Перемен» Віктора Цоя.
Народним гаслом протесту був заклик «Жыве Беларусь!».
Деякі протестувальники використовували офіційний прапор Білорусі, зокрема як символ єдності суспільства всупереч різним поглядам.
14 січня Олександр Лукашенко підписав поправки до кодексу про адміністративні правопорушення і процесуально-виконавчий кодекс Білорусі. Водночас голова Ради Республіки Національних зборів Республіки Білорусь Наталія Качанова повідомила, що нове законодавство передбачає серйозні штрафи за використання будь-якої «невстановленої символіки»

Державний прапор Республіки Білорусь в 1991—1995 роках
«Погоня» – державний герб Республіки Білорусь в 1991—1995 роках
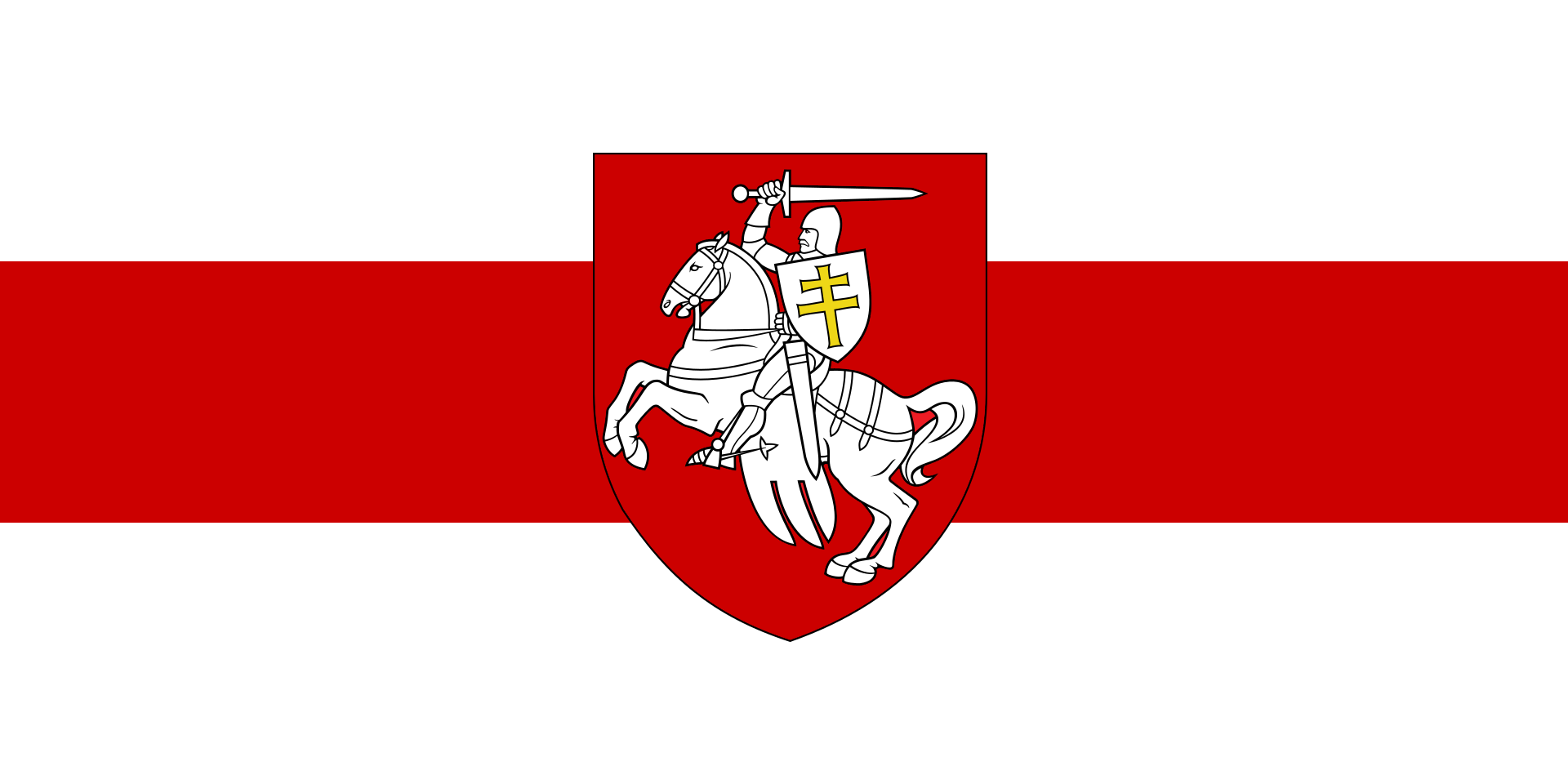
Біло-червоно-білий прапор з гербом «Погоня»
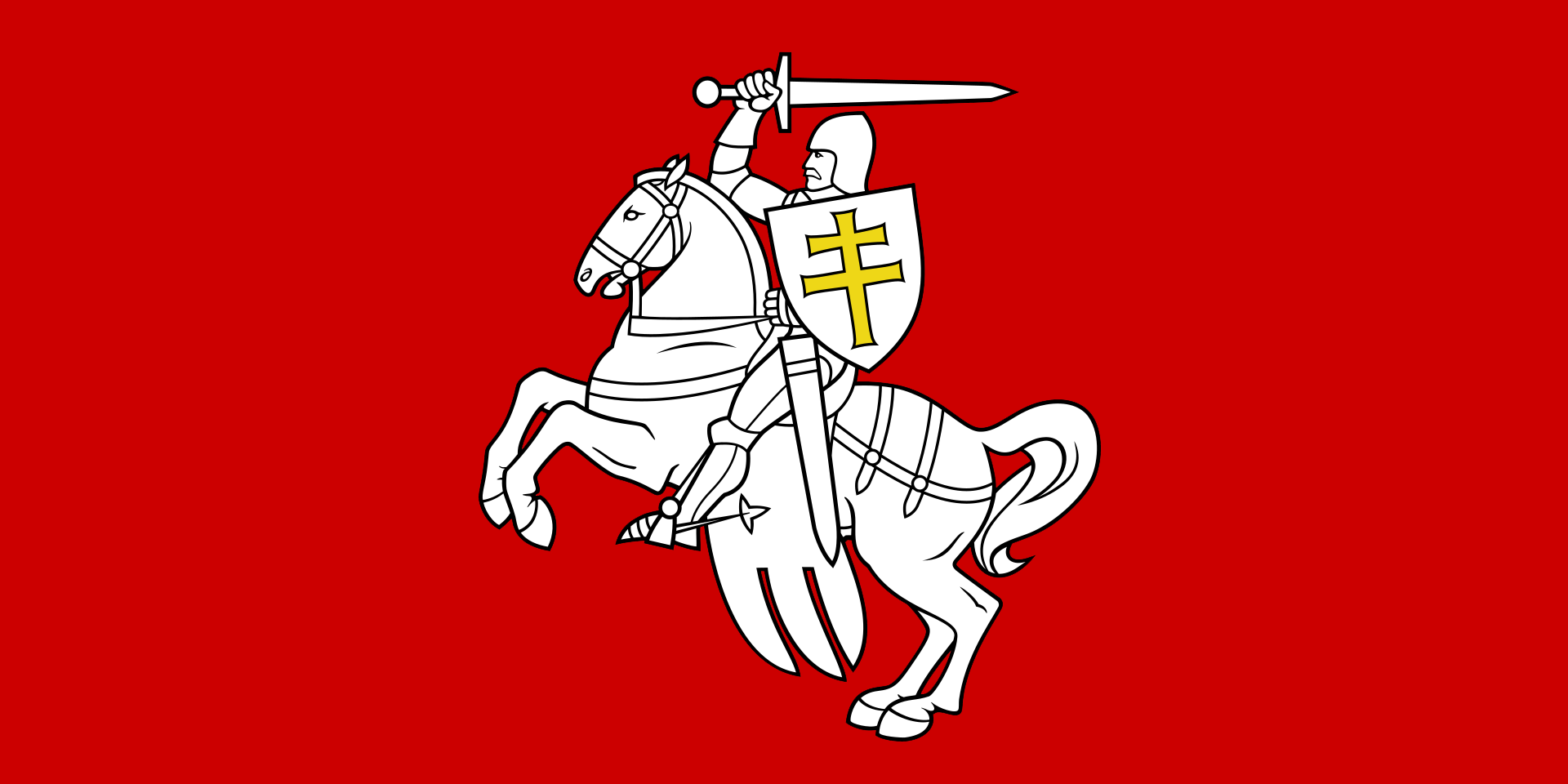
Прапор з гербом «Погоня» на червоному тлі

## Застосування насильства щодо протестувальників
В перші дні після виборів очевидці повідомляли про застосування надмірного насильства для розгону демонстрантів (зокрема гумові кулі та світлошумові гранати), а затримані після звільнення повідомляли про систематичні побиття, переповнені камери та відсутність доступу до води та їжі в ізоляторах. Силовики били та затримували людей, що не брали активної участі в протестах, зокрема тих, хто перебував неподалік.
Спочатку влада заперечувала застосування масового насильства при затриманнях і в ізоляторах. Пізніше міністр МВС Караєв попросив вибачення за травми випадкових людей, які їм нанесли міліціянти, а Лукашенко закликав народ пробачити силовиків.
Великою проблемою для сотень постраждалих, які хотіли притягнути винних у побитті та тортурах до відповідальності, стала своєчасна фіксація фактів насильства і професійний медичний огляд. Багато постраждалих повідомляли про те, що їм відмовляли у проведенні платної експертизи, а в РУВС не давали скерувань на її проведення.
1 вересня 2020 року, в заяві експертів ООН з прав людини було згадано понад 450 задокументованих випадків катувань та жорстокого поводження із затриманими, включаючи сексуальне насильство та зґвалтування жінок та дітей.
17 грудня 2020 року, було опублікувано відео, що відбувалося у Фрунзенському РУВС Мінська 12 серпня. На відео в приміщенні знаходиться багато людей, деякі лежать на підлозі, хтось сидить на колінах або стоїть уздовж стіни, з руками, зв'язаними за спиною. Під час допиту одного з них б'ють під дих і по нирках, лежачу людину б'ють палицею.
23 травня 2021 року, в Національному аеропорту Мінськ було здійснено незаплановану посадку літака компанії Ryanair Sun (доньки компанії Ryanair) рейсу FR4978, який прямував за маршрутом (Афіни — Вільнюс). Посадка була зумовлена тим, що на борт літака надійшло повідомлення про мінування, яке виявилося хибним. Для супроводу та посадки літака, за дорученням самопроголошеного президента Білорусі О. Лукашенка, в небо піднімався винищувач Міг-29. Після посадки літака компанії Ryanair Sun в Мінську, білоруські силовики випхали з літака, затримали та заарештували колишнього редактора телеграм-каналу NEXTA Романа Протасевича, який перебував на борту літака та якому у Білорусі може загрожувати смертна кара. Інцидент обговорять на саміті ЄС, проведення якого заплановано на 24 травня. Голова Європейської Ради запевнив, що він «не залишиться без наслідків».

### Загиблі
| Дата         | Подробиці |
| ------------ | --- |
| 10 серпня    | Першою жертвою протестів став 34-річний Олександр Тарайковський, який загинув 10 серпня о 23 годині біля станції метро «Пушкінська». Associated Press опублікувало кадр зі зробленого 10 серпня відеозапису, на якому видно чоловіка, схожого на Тарайковського, а на білій майці видно (ймовірно) пляму крові. Пізніше було опубліковано відео загибелі Тарайковського. Пресслужба МВС Білорусі опублікувала інформацію в телеграмканалі, що невідомий на той момент Тарайковський підірвав себе невідомим пристроєм, проте в опублікованому відео від AP видно, що в руках Тарайковського нічого не було, а також видно постріл з боку ОМОНу, після якого він впав. |
| 12 серпня    | У Гомелі помер 25-річний Олександр Вихор, у якого, ймовірно, була хвороба серця. За попередньою інформацією, він помер через багатогодинне очікування в автозаці в жарку погоду. Він перебував у фургоні, оскільки міські центри тимчасового утримання були переповнені. |
| 17 серпня    | Правозахисна організація «Звяно» опублікувала звіт, за даними якого під час протестів принаймні п'ять осіб було вбито і сім перебуває в критичному стані. |
| 19 серпня    | У військовому шпиталі в Мінську помер 43-річний Генадій Шутов, один із тих, по кому силовики відкрили вогонь на ураження в Бересті 11 серпня. Кульове поранення в голову непоправно пошкодило головний мозок. |
| 22 серпня    | У мінському парку було знайдено повішеним Микиту Кривцова, учасника протестів із Молодечна, який десять днів вважався зниклим без вісти. |
| 3 жовтня     | У лікарні швидкої допомоги Мінська помер 41-річний Денис Кузнєцов, якого 29 вересня було доставлено туди з ізолятора на Акрестіна з численними травмами (переломами та пошкодженням внутрішніх органів). За офіційними даними, його затримали за дрібне хуліганство, а травми він отримав через падіння з верхнього ліжка в камері. |
| 12 листопада | У лікарні помер Роман Бондаренко, якого напередодні жорстоко побили силовики. У МВС же заявили, що Бондаренко помер не від рук силовиків, а внаслідок бійки. |

Водночас влада і керівництво МВС Білорусі жодного разу не визнали, що люди загинули від рук співробітників правоохоронних органів режиму Лукашенка.

## Репресії

### Проти військовослужбовців і правоохоронців
4 травня 2021 року Олександр Лукашенко підписав указ 174 про позбавлення військових і спеціальних звань понад 80 колишніх працівників правоохоронних відомств і військовослужбовців — за їхню дискредитацію в період «загострення суспільно-політичної обстановки в країні», зокрема за публікацію в соцмережах особистих даних інших працівників правоохоронних органів, журналістів і держслужбовців.
|  | «Окремі військовослужбовці і співробітники силових відомств нагнітали протестні настрої в суспільстві, організовували і брали участь в несанкціонованих заходах, розміщували в мережі інтернет екстремістські матеріали, закликали до радикальних дій» |

За інформацією ЗМІ, ініціаторами такого заходу стали керівники силових відомств.

## Реакція

### Внутрішня
- Реакція Лукашенка

- 10 серпня Лукашенко пригрозив протестувальникам «адекватною відповіддю», зазначивши, що «розірвати країну» ніхто не дозволить.
- 14 серпня він відреагував на масові страйки на підприємствах країни, заявивши, що такі протести можуть негативно позначитися на їхній майбутній роботі.
- 21 серпня під час відвідування агрокомбінату «Дзержинський», Лукашенко пообіцяв розібратися з протестами «найближчими днями».

- Підтримка Лукашенка

- 10 серпня екзарх Москвоського патріарха в Білорусі «сердечно привітав» Лукашенка із перемогою на виборах. Пізніше, 14 серпня, він перепросив за передчасне привітання, після чого 25 серпня Синод звільнив його з посади.
- 15 серпня синод Білоруського екзархату РПЦ опублікував звернення «до народу Білорусі про припинення народного протистояння», у якому закликав «провокаторів і підбурювачів» «одуматися, припинити провокації, спрямовані на дестабілізацію Білорусі і поділ білоруського народу».
- 20 серпня Генпрокуратура Білорусі відкрила справу за статтею про захоплення влади.

- Опозиція Лукашенку

- 13 серпня звільнився заступник начальника управління законодавства в правоохоронній та військовій сферах головного державно-правового управління адміністрації президента Білорусі Артем Проскалович.
- 18 серпня подав у відставку посол Білорусі в Словаччині, він першим з білоруських дипломатів підтримав протести.

### Міжнародна
- Міжнародні організації

Міжнародна реакція на переобрання Лукашенка:
Білорусь
Привітали Лукашенка
Не визнали результати
Висловили стурбованість або критику
Без реакції

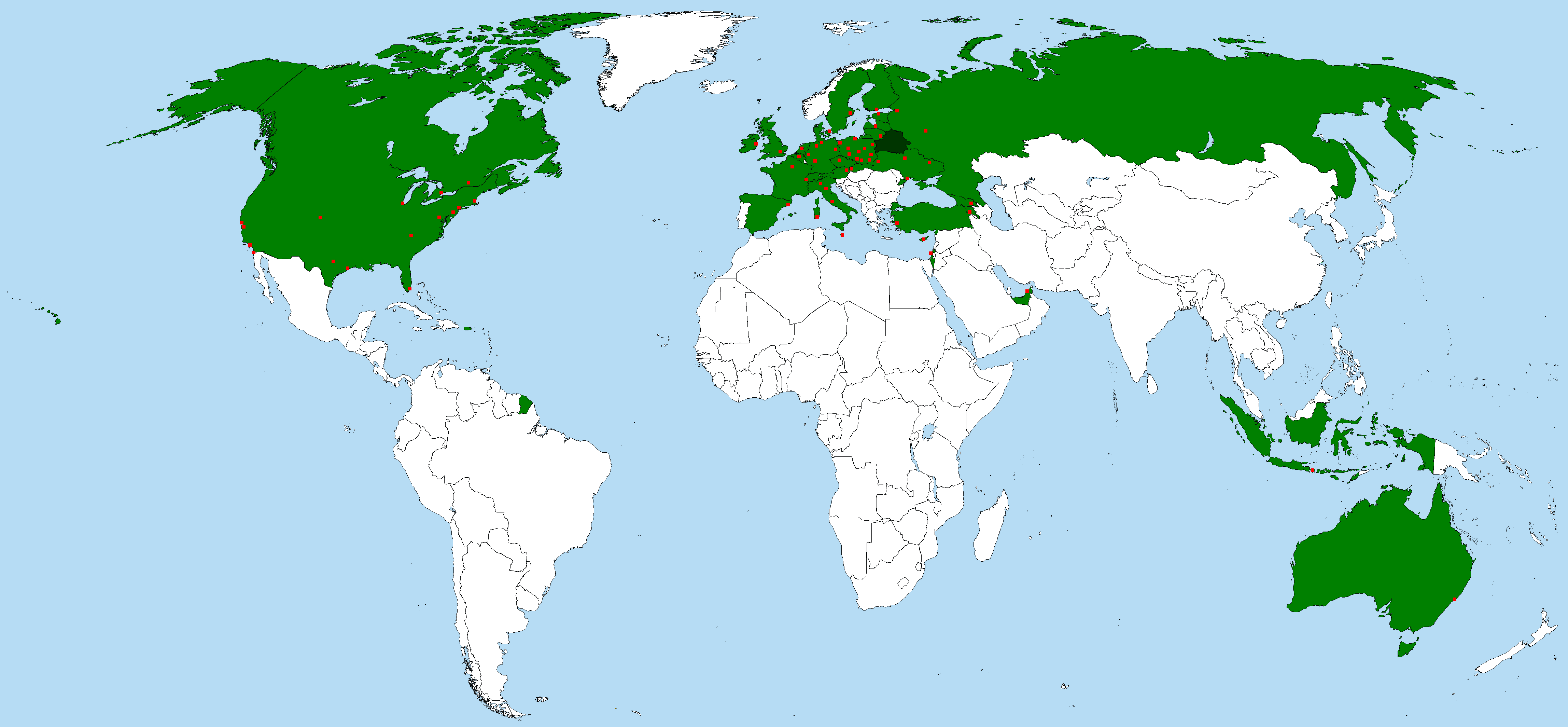
Білорусь
Країни, в яких відбулися акції солідарності з громадянами Білорусі.

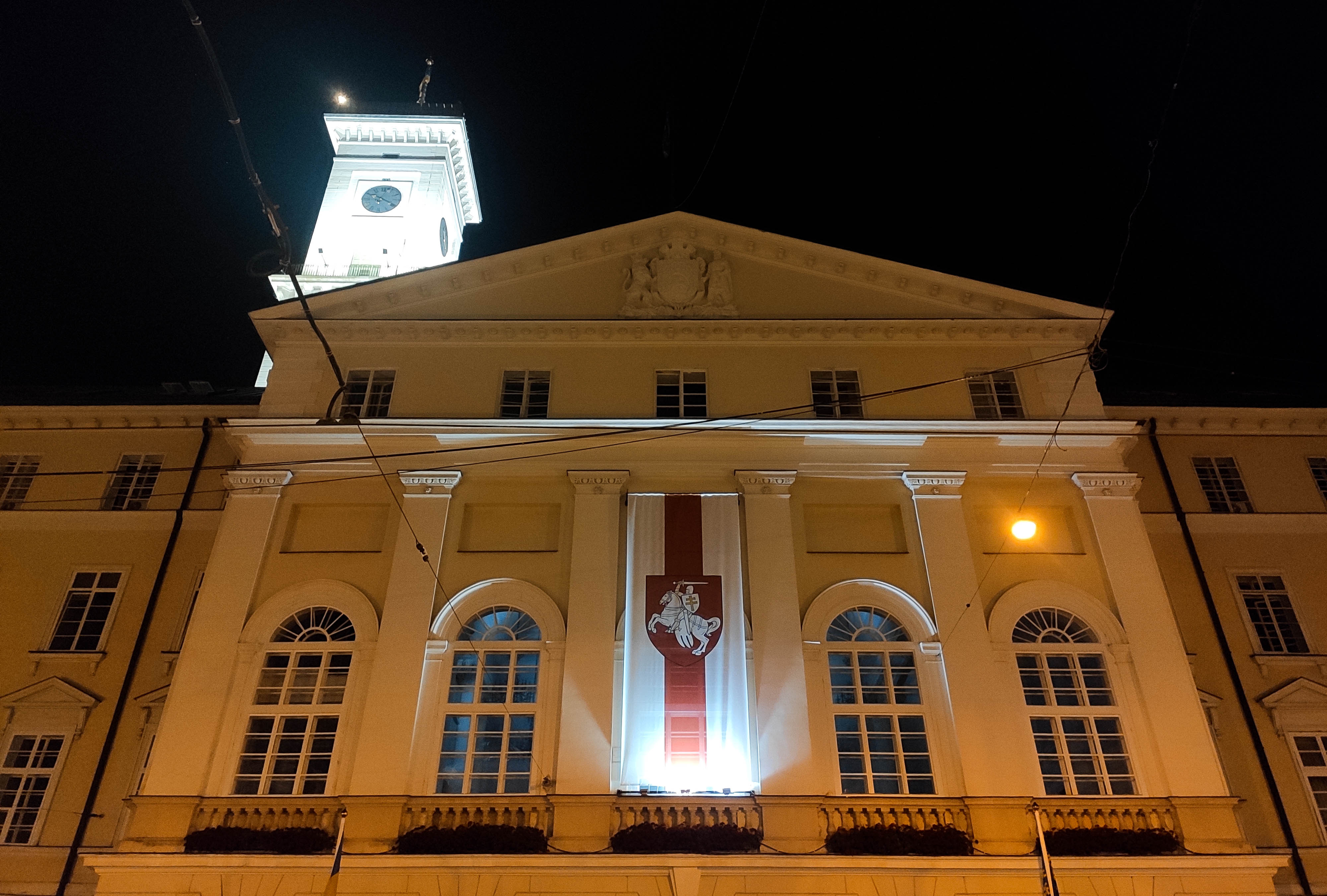
Національний білоруський прапор на львівській ратуші — знак підтримки білоруському протесту.

-  Верховний комісар ООН з прав людини Мішель Бачелет засудила насильницькі дії влади Білорусі та закликала прислухатись до народу. (12 серпня).
-  Представники ЄС засудили дії білоруських силовиків щодо протестувальників.

17 грудня Рада Європейського Союзу ввела третій пакет санкцій щодо Білорусі, в перелік якого потрапили 7 юридичних осіб (Белтехекспорт, Дана Холдінгз, OAO «МЗКТ» — Мінський завод колісних тягачів, Сінезіс, Керівництво справами Президента Республіки Білорусь, Агат — електромеханічний завод, 140-й ремонтний завод) та 29 фізичних осіб (Анатолій Сівак, Іван Ейсмант, Володимир Каранік, Кочанова Наталя, Павло Легкий, Ігор Луцький, Андрій Швед, Генадій Богдан, Олександр Турчин, Олександр Шакутін, Микола Воробей та інші).
- Спільні міжнародні заяви

-   Силові методи Лукашенка засудили президенти Польщі та Литви Анджей Дуда та Ґітанас Науседа (9 серпня).

- Країни, що підтримали Лукашенка

-  Президент Азербайджану Ільхам Алієв привітав Лукашенка з перемогою на виборах.
-  частково визнаний президент Венесуели Ніколас Мадуро привітав Лукашенка з перемогою на виборах.
-  Генеральний секретар та президент В'єтнаму Нґуен Фу Чонґ привітав Лукашенка з перемогою на виборах.
-  Прем'єр-міністр Вірменії Нікол Пашинян
-  Президент Казахстану Касим-Жомарт Токаєв привітав Лукашенка з перемогою на виборах
-  Голова ЦК Компартії Китаю Сі Цзіньпін привітав Лукашенка з перемогою на виборах.
-  Президент Киргизстану Сооронбай Жеенбеков привітав Лукашенка з перемогою на виборах.
-  Президент Молдови Ігор Додон привітав Лукашенка з перемогою на виборах.
-  Президент Нікараґуа Даніель Ортеґа та віцепрезидент Росаріо Мурільйо привітали Лукашенка з перемогою на виборах.
-  Султан Оману Хайтам бін-Тарік привітав Лукашенка з перемогою на виборах.
-  Росія

- Президент Росії Володимир Путін привітав Лукашенка з перемогою.
- Міністр МЗС Росії Сергій Лавров заявив, що «близько 200 натренованих на території України екстремістів перебувають у Білорусі». У віповідь міністр закордонних справ України Дмитро Кулеба сказав, що ця заява є «плодом фантазії», а також, що Україна не веде підривної діяльності проти Білорусі, на відміну від Росії.

-  Президент Сирії Башар аль-Ассад привітав Лукашенка з перемогою на виборах.
-  Президент Таджикистану Емомалі Рахмон привітав Лукашенка з перемогою на виборах.
-  Президент Туреччини Реджеп Таїп Ердоган привітав Лукашенка з перемогою на виборах.
-  Президент Узбекистану Шавкат Мірзійоєв привітав Лукашенка з перемогою на виборах.

- Країни, що висловили опозицію Лукашенку

-  Австрія
-  Албанія
-  Бельгія
-  Боснія і Герцеговина
-  Велика Британія
-  Данія
-  Греція
-  Естонія не визнала підсумки виборів у Білорусі (18 серпня).
-  Ірландія
-  Іспанія
-  Італія
-  Міністр МЗС Канади Франсуа-Філіпа Шампань закликав провести нові вибори в Білорусі (18 серпня).
-  Латвія виділила 150 тис. євро допомоги громадянам Білорусі та місцевим ЗМІ (25 серпня).
-  Литва
-  Люксембург
-  Нідерланди
-  Німеччина
-  Північна Македонія
-  Прем'єр-міністр Польщі Матеуш Моравецький запропонував провести надзвичайний саміт ЄС.
-  Португалія
-  Румунія
-  Сербія
-  Словаччина
-  Словенія
-  Угорщина
-  Фінляндія
-  Франція
-  Чехія
-  Чорногорія
-  Швеція

- Країни, що поставили під сумнів легітимність виборів

-  Ісландія
-  Норвегія
-  Мінфін США ввів санкції проти ЦВК Білорусі, білоруського спецназу та управління МВС по Мінську. Також санкції були введені проти першого замміністра внутрішніх справ Білорусі Генадія Казакевича.
-  Президент України Зеленський заявив, що Білорусь повинна дотримуватися загальновизнаних демократичних стандартів й забезпечити власному народу його права та свободи. 21 вересня Верховна Рада України прийняла заяву, в якій йдеться про те, що президентські вибори в Білорусі не були ані вільними, ані чесними, що дає підстави вважати, що «офіційні» результати виборів Президента РБ не відображають реального волевиявлення білоруських громадян. 24 грудня міністр закордонних справ Дмитро Кулеба заявив, що санкції проти Білорусі вводити недоцільно, проте білоруські чиновники, залучені в репресіях проти білоруського народу, повинні понести відповідальність.
-  Японія

- Країни, що осудили ескалацію конфлікту

-  11 грудня Федеральна рада Швейцарії ухвалила рішення про введення санкцій проти президента Білорусі Олександра Лукашенка і ще 14 осіб.

- Неурядові організації

- Предстоятель ПЦУ митрополит Епіфаній закликав білорусів захищати вільне майбутнє та виборювати автокефалію Церкви.

### Відкликання послів
Країни, що відкликали своїх послів із Білорусі:
- Литва (5 жовтня)[212]
- Німеччина (6 жовтня)[212]
- Латвія (7 жовтня)[212]
- Естонія (7 жовтня)[212]
- Словаччина (8 жовтня)[212]
- Чехія (8 жовтня)[212]
- Болгарія (8 жовтня)[212]
- Румунія (9 жовтня)[212].

### Оцінка протестів населенням України
За результатами опитування Київського міжнародного інституту соціології, проведеного 12—16 вересня 2020, 45,3% українців підтримують білоруських протестувальників, а 31,3% — Олександра Лукашенка. При цьому найбільше білоруських протестувальників підтримують на заході (58,5%) та у центральній частині України (50,6%); натомість найвищий рівень підтримки Лукашенка — на сході (44,9%) та півдні (42%) України.
За політичними переконаннями, білоруських протестувальників найбільше підтримують виборці «Європейської солідарності» — 81,1% (4,3% — за Лукашенка). Серед виборців «Слуги народу» 48,7% підтримують протестувальників, 29,9% — Лукашенка. Серед прихильників «Батьківщини» 52,1% — за протестувальників, 35,7% — за Лукашенка. Найвищий рівень підтримки Лукашенка висловили прихильники ОПЗЖ (66,8%) та «Партії Шарія» (71,2%).

## Галерея
- Сутички в Мінську в ніч після голосування

Мітинг 14 серпня 2020
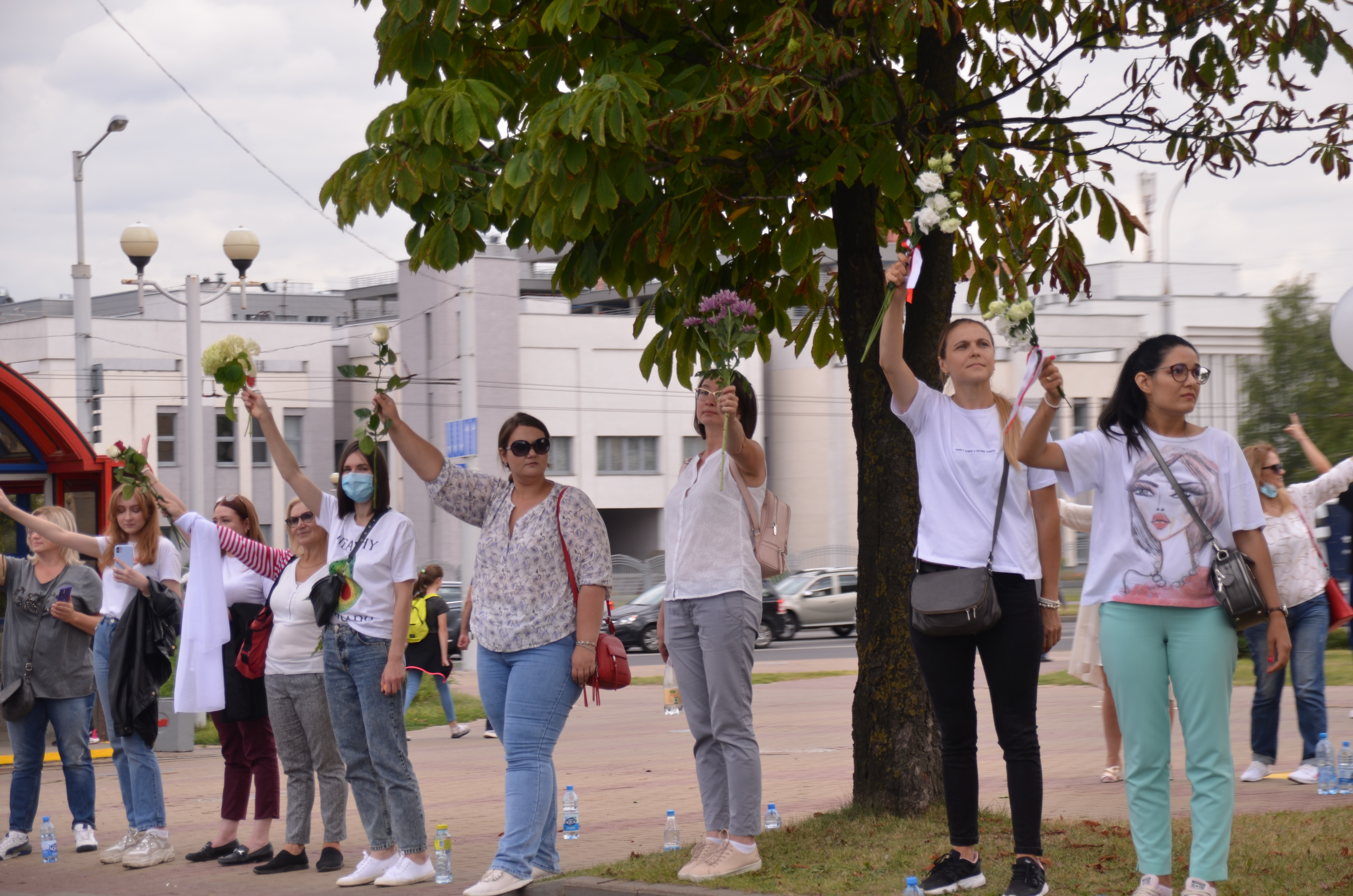
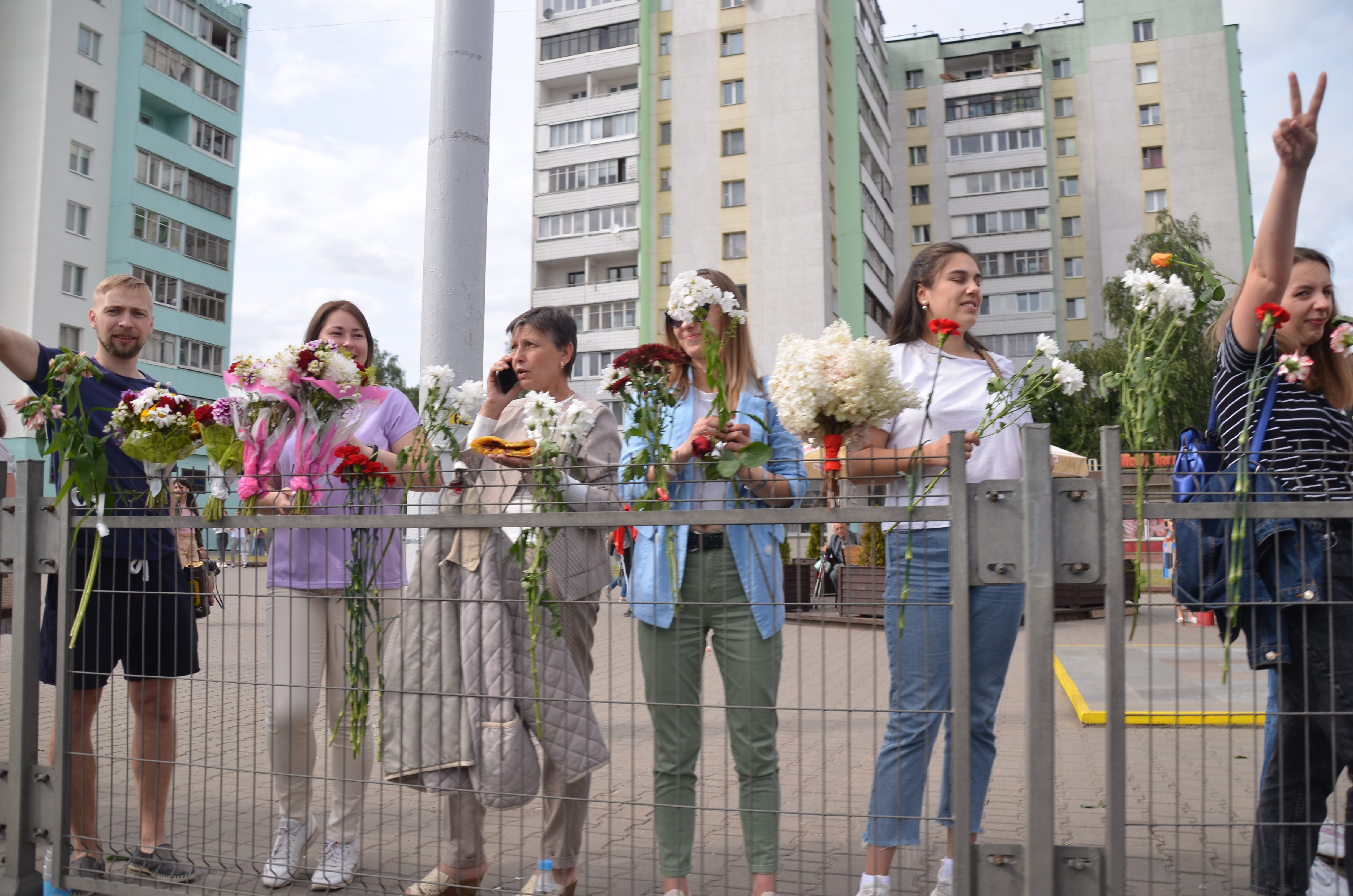
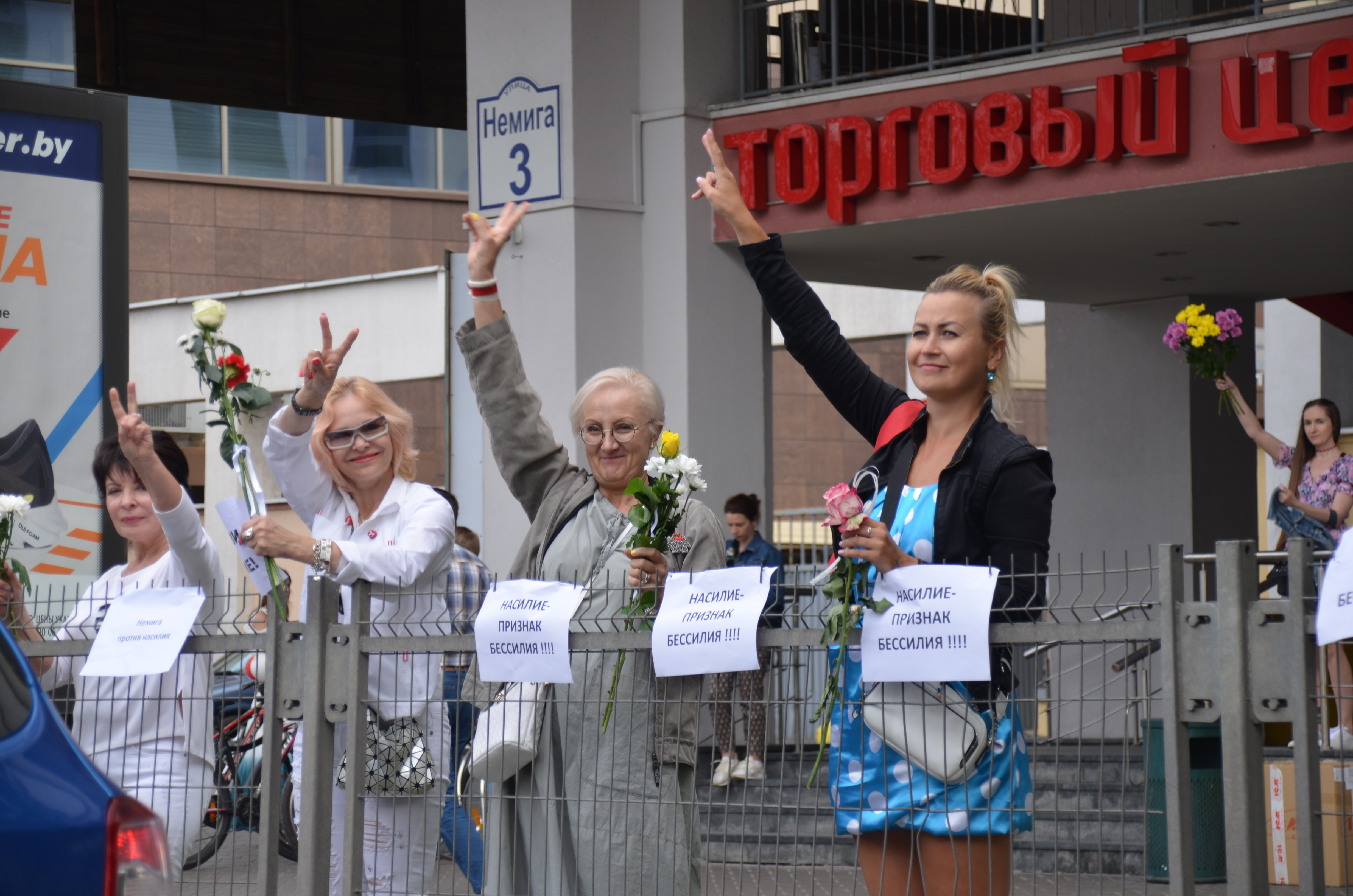
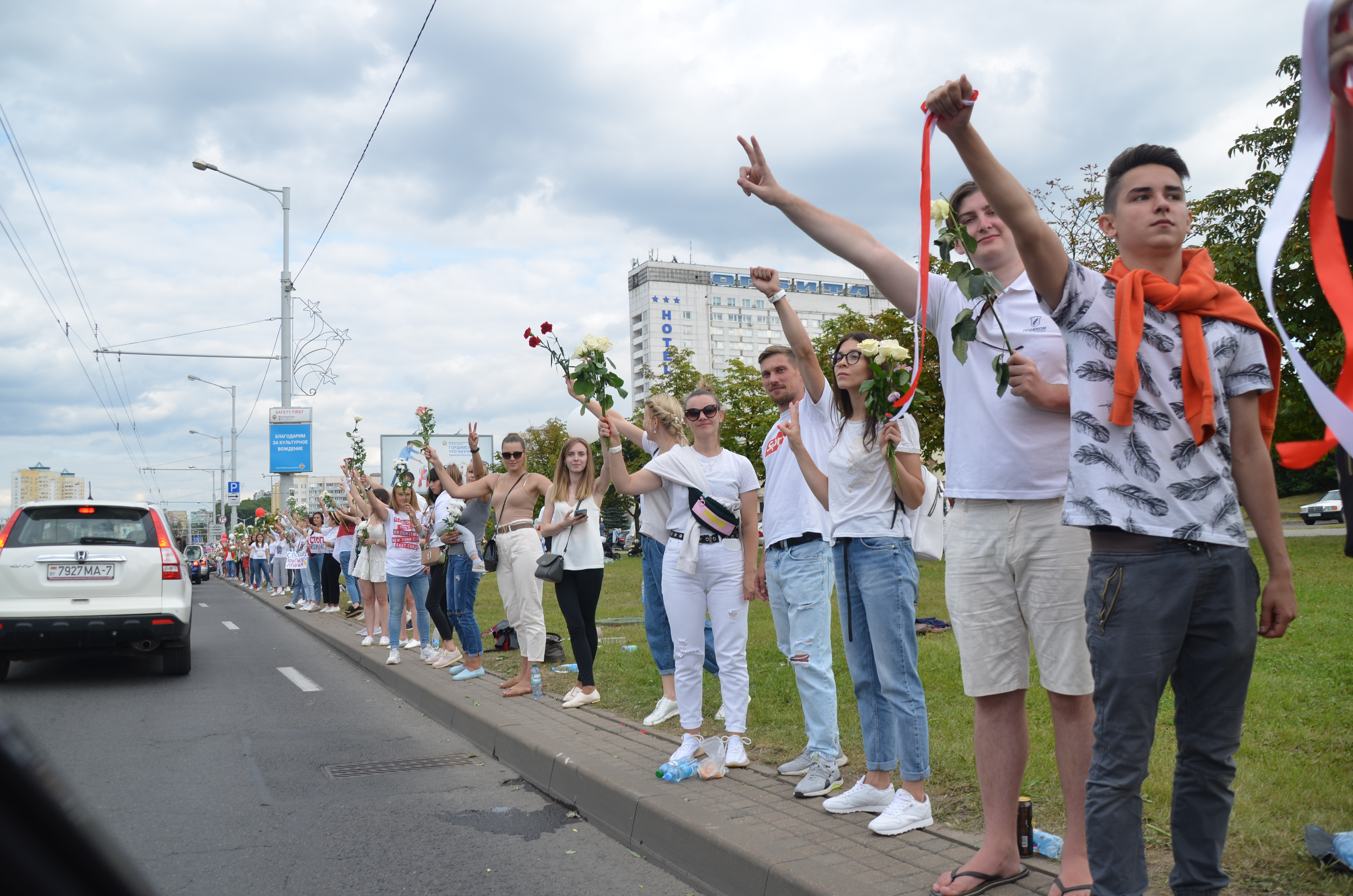
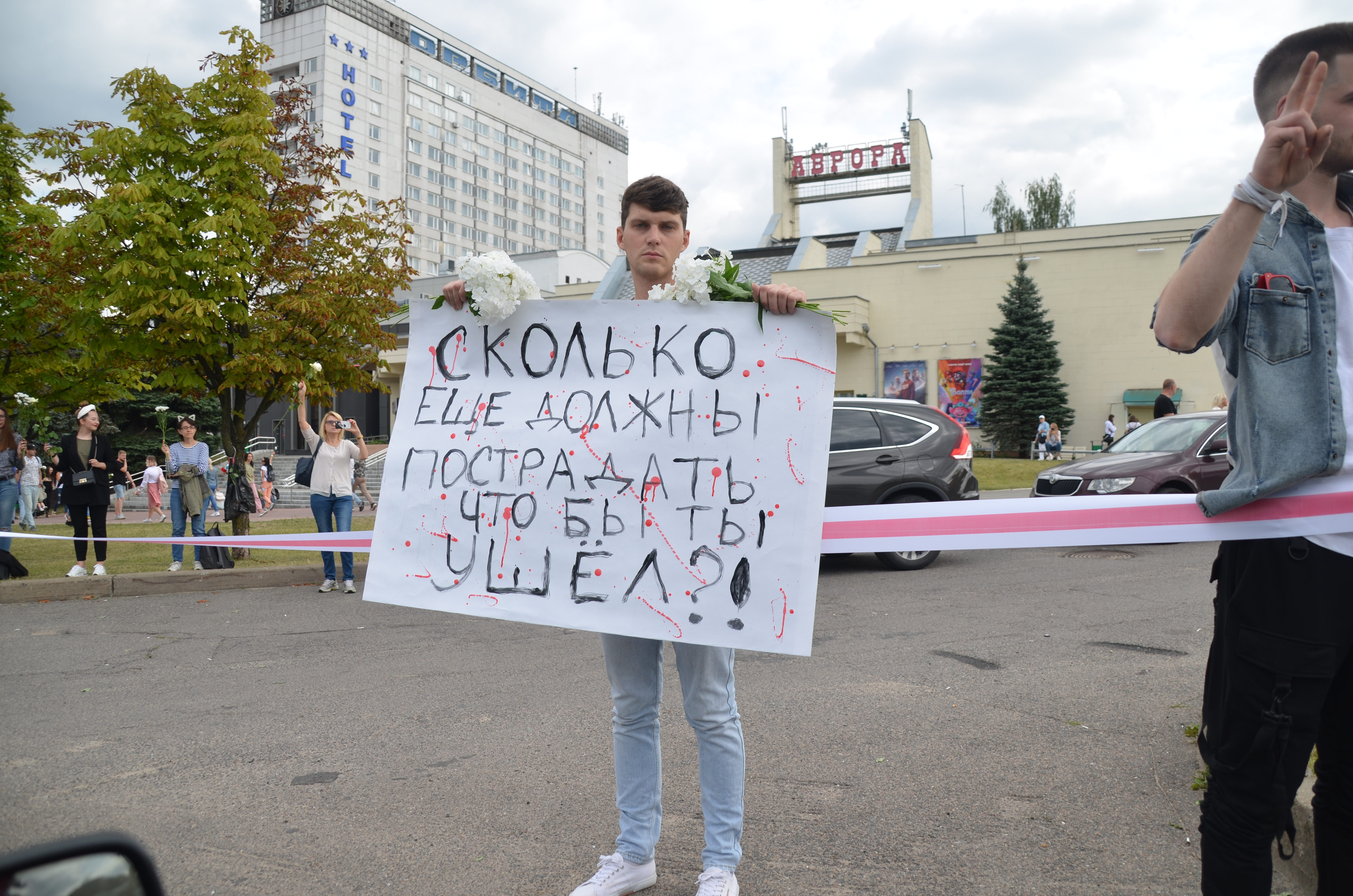
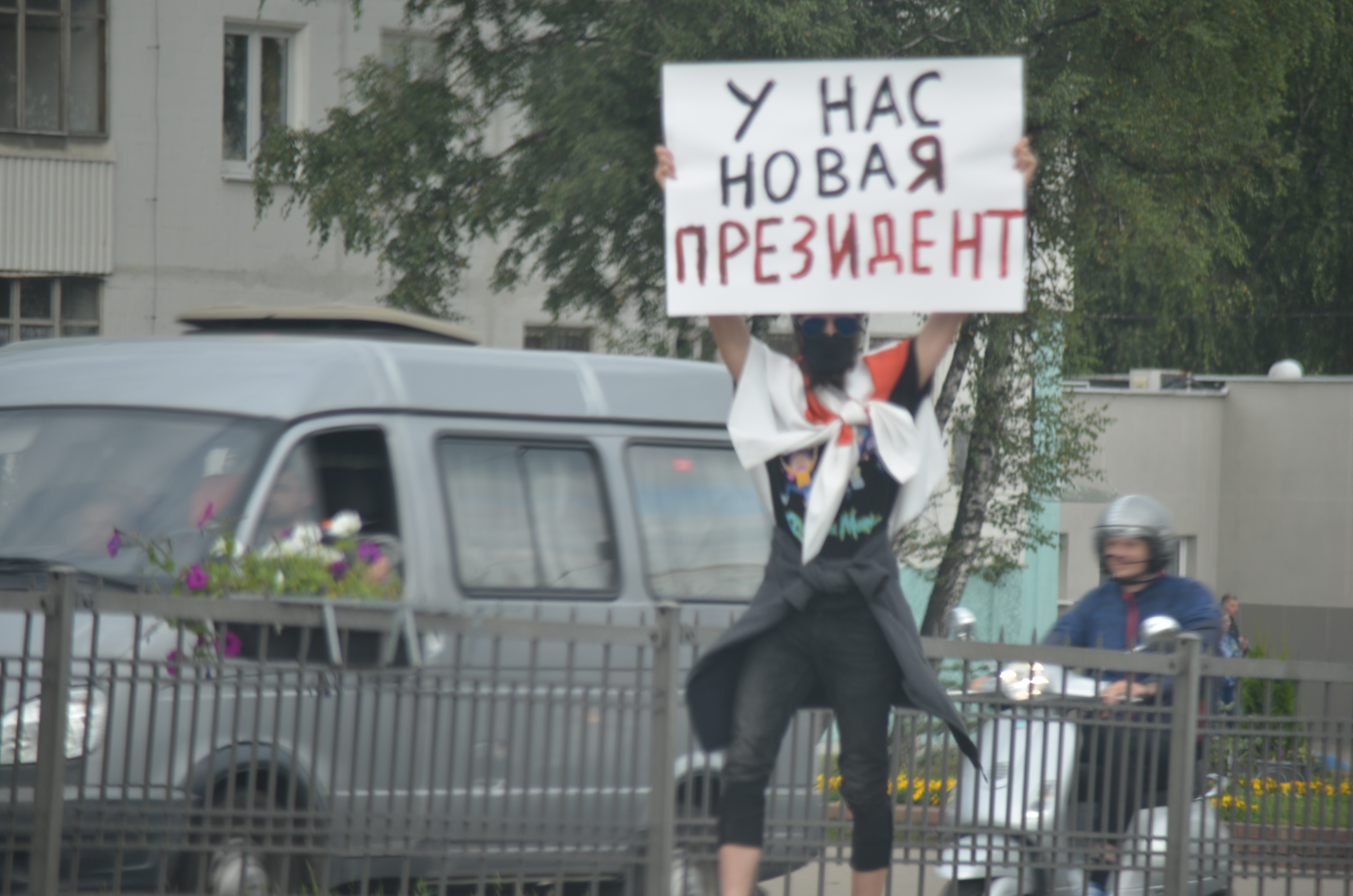
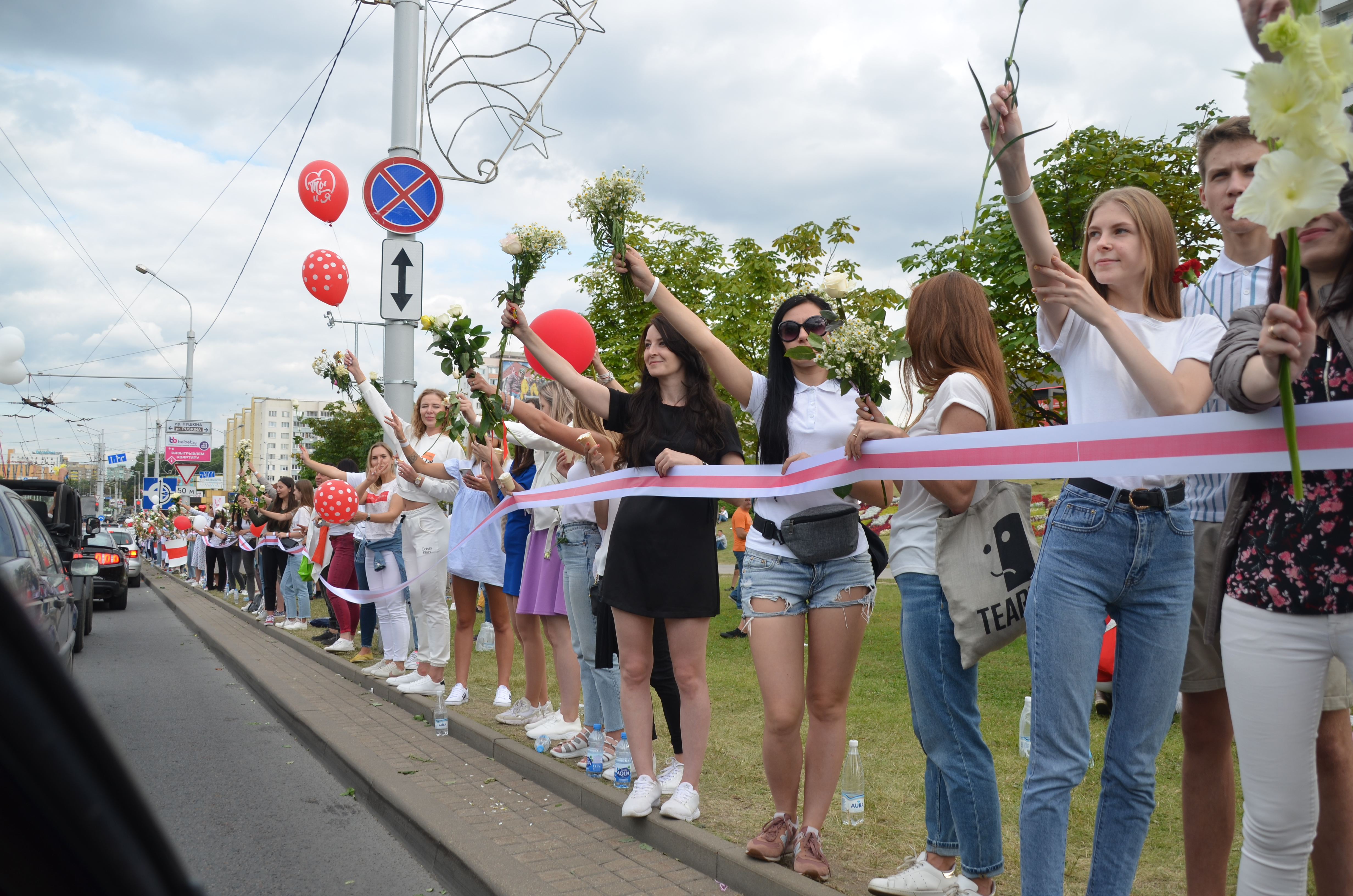
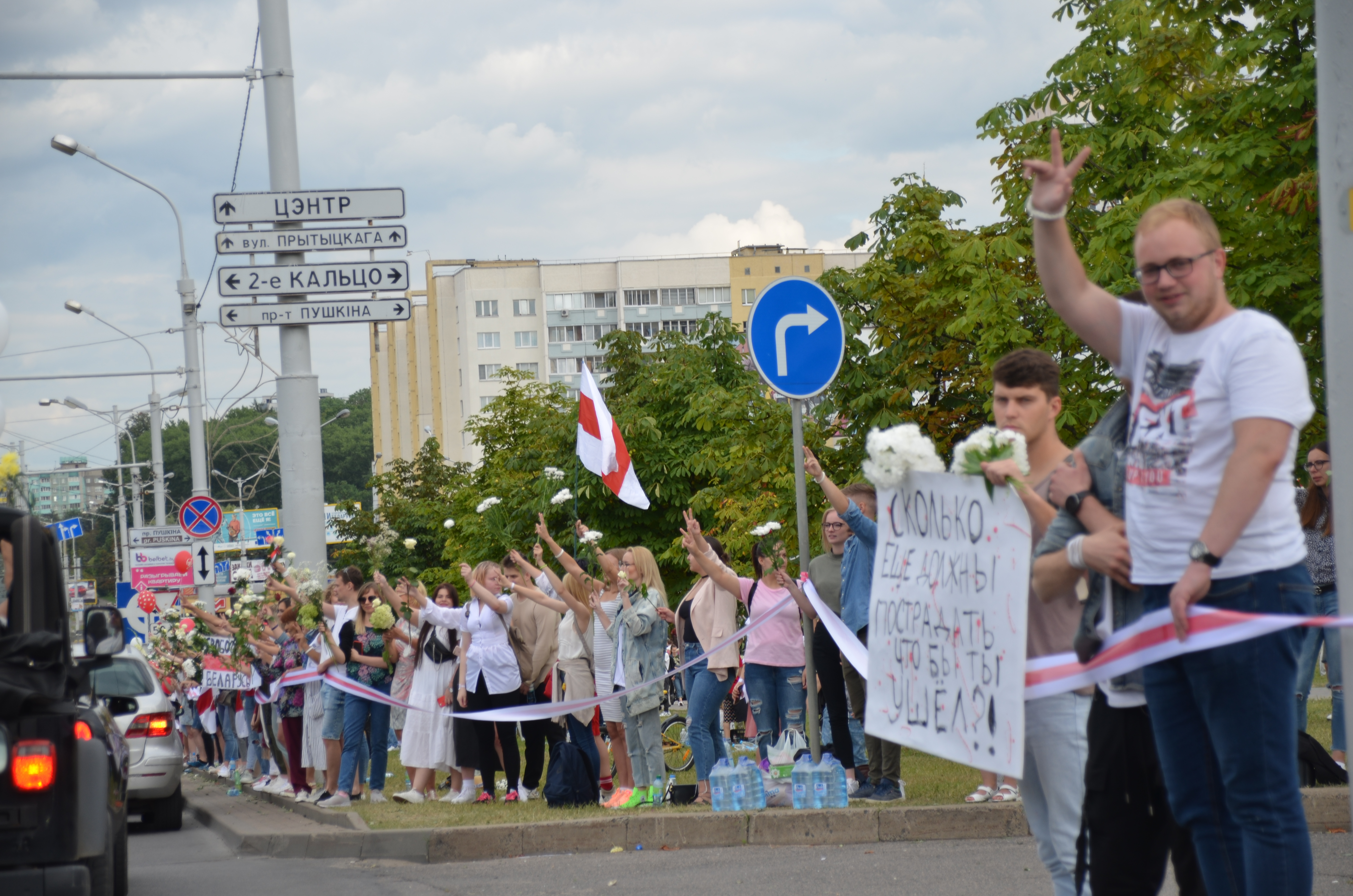
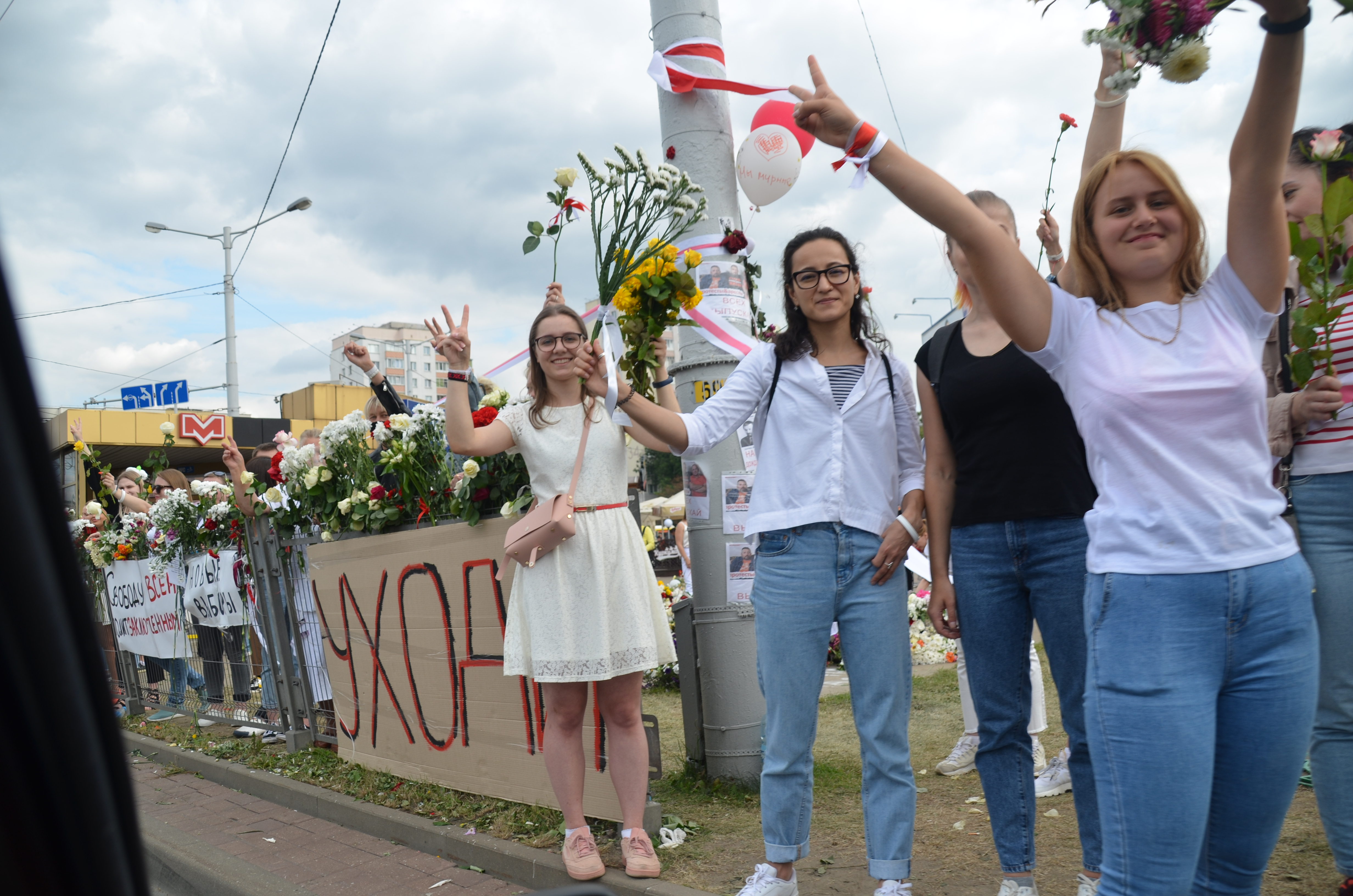

«Марш свободи» в Мінську 16 серпня 2020
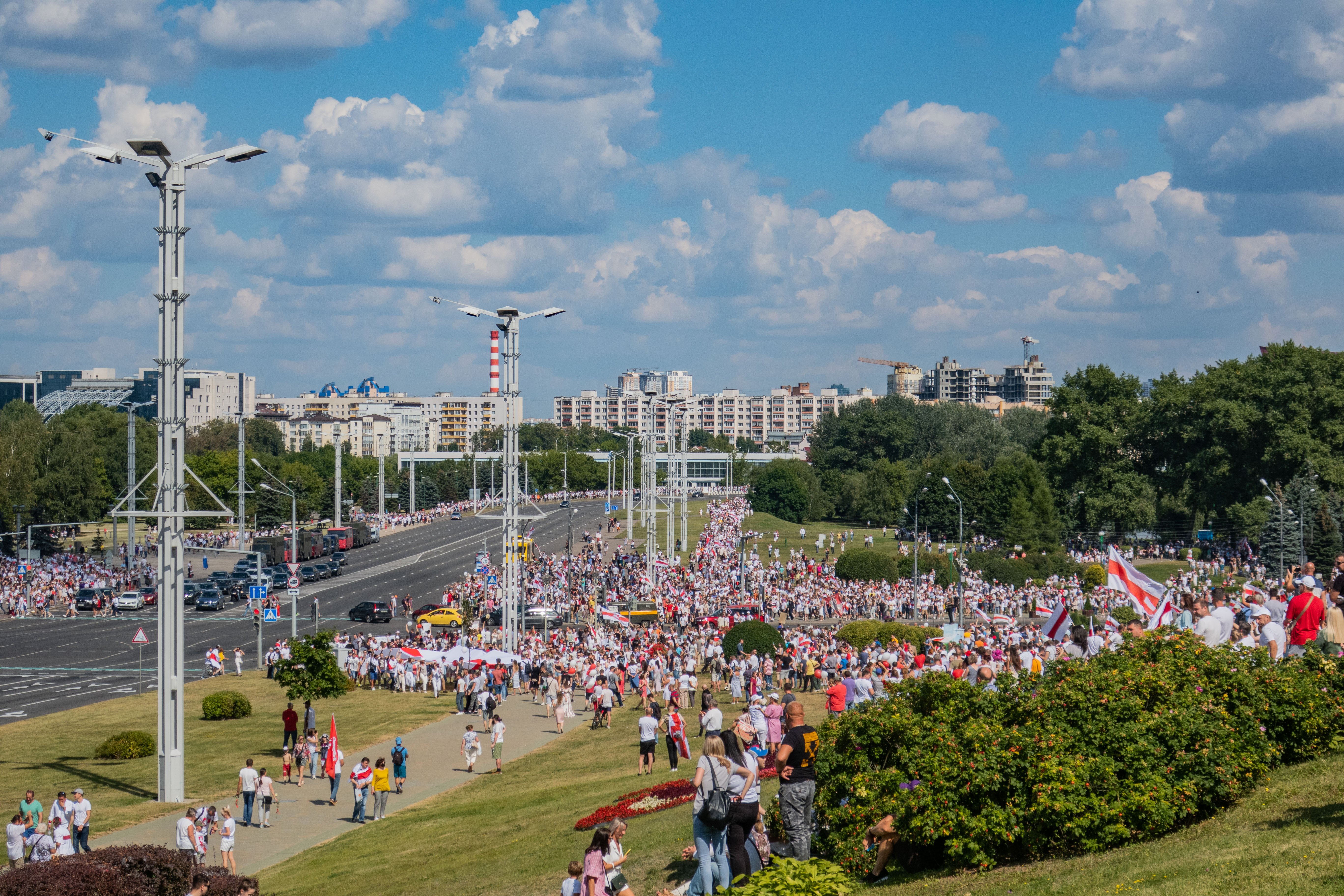
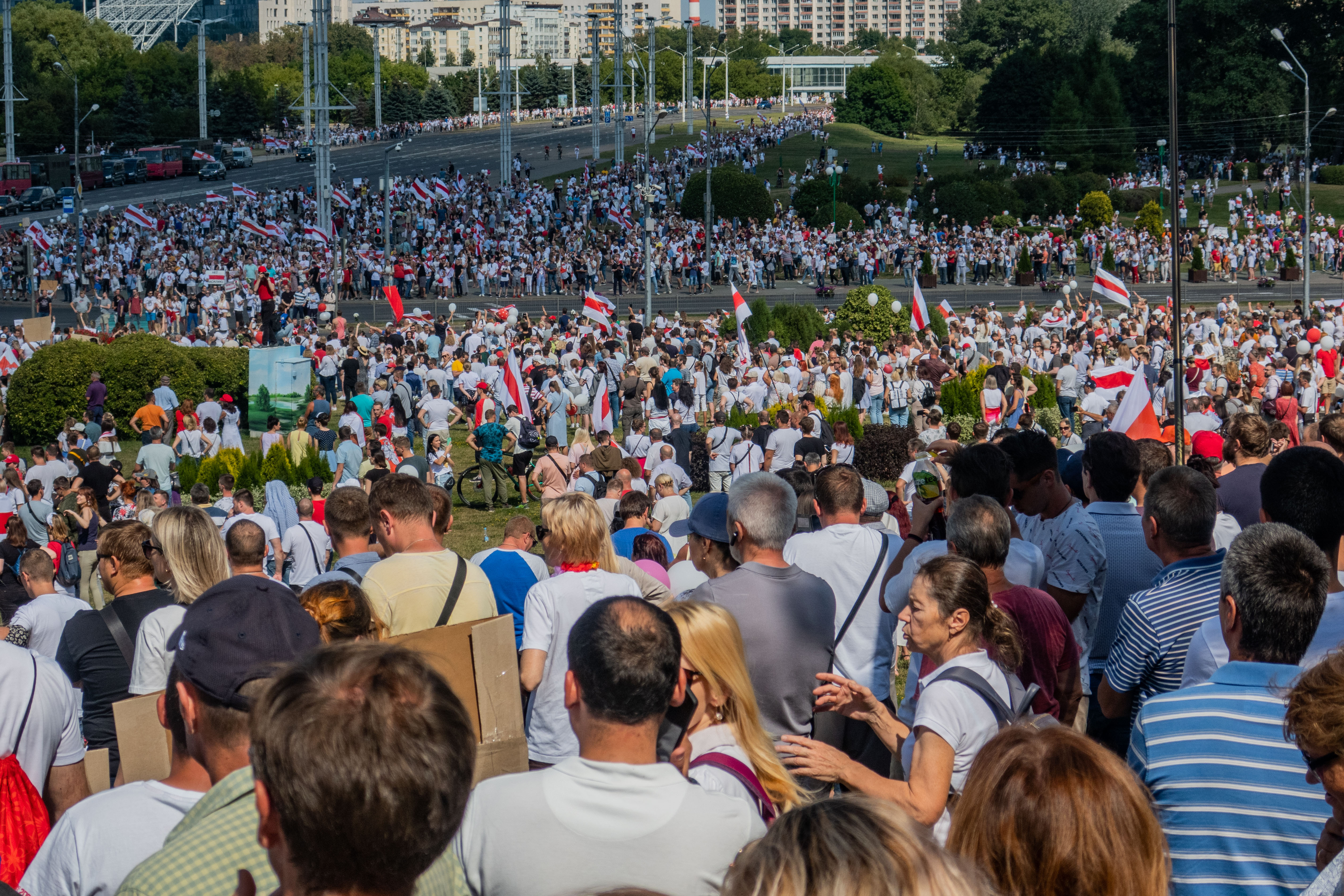
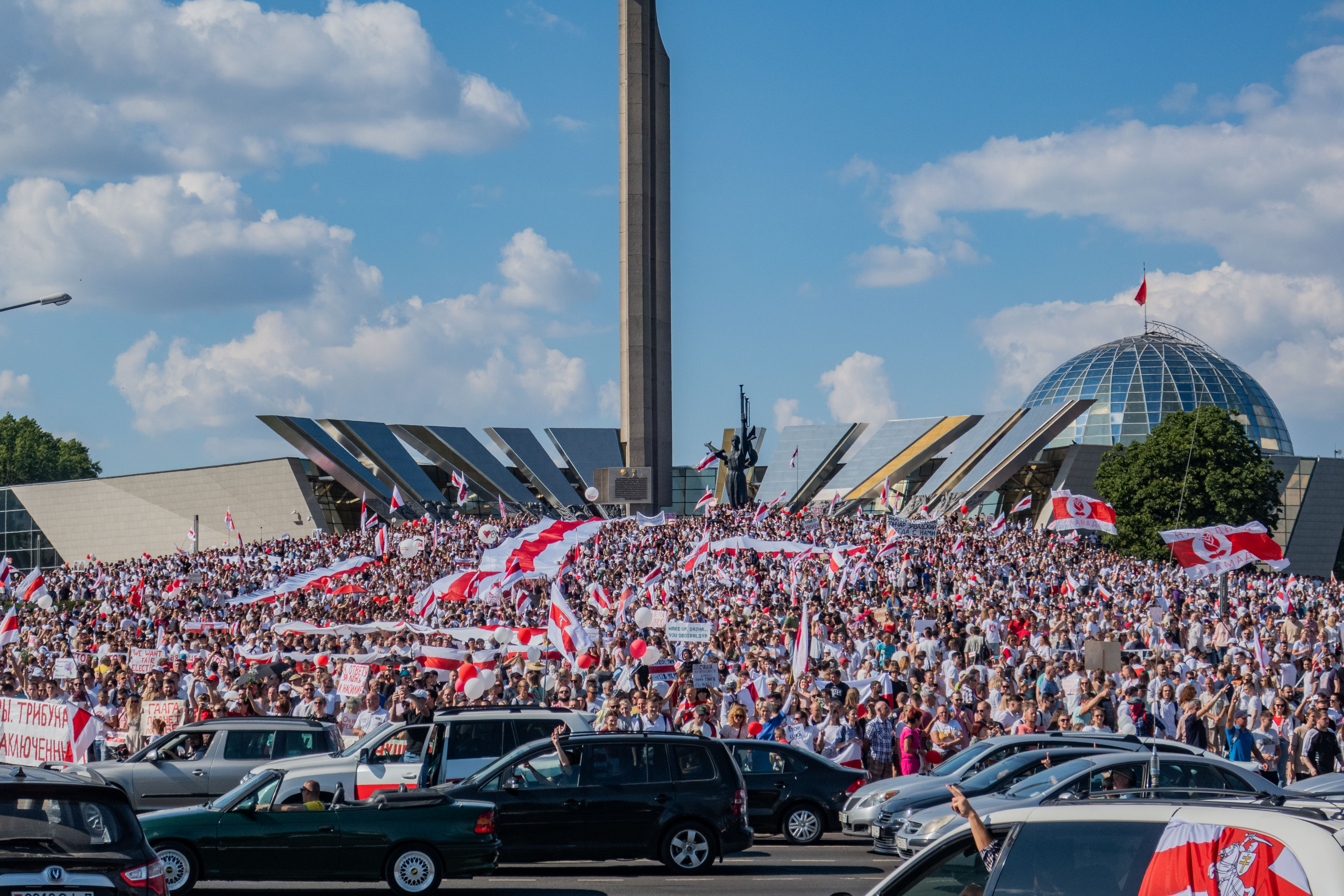
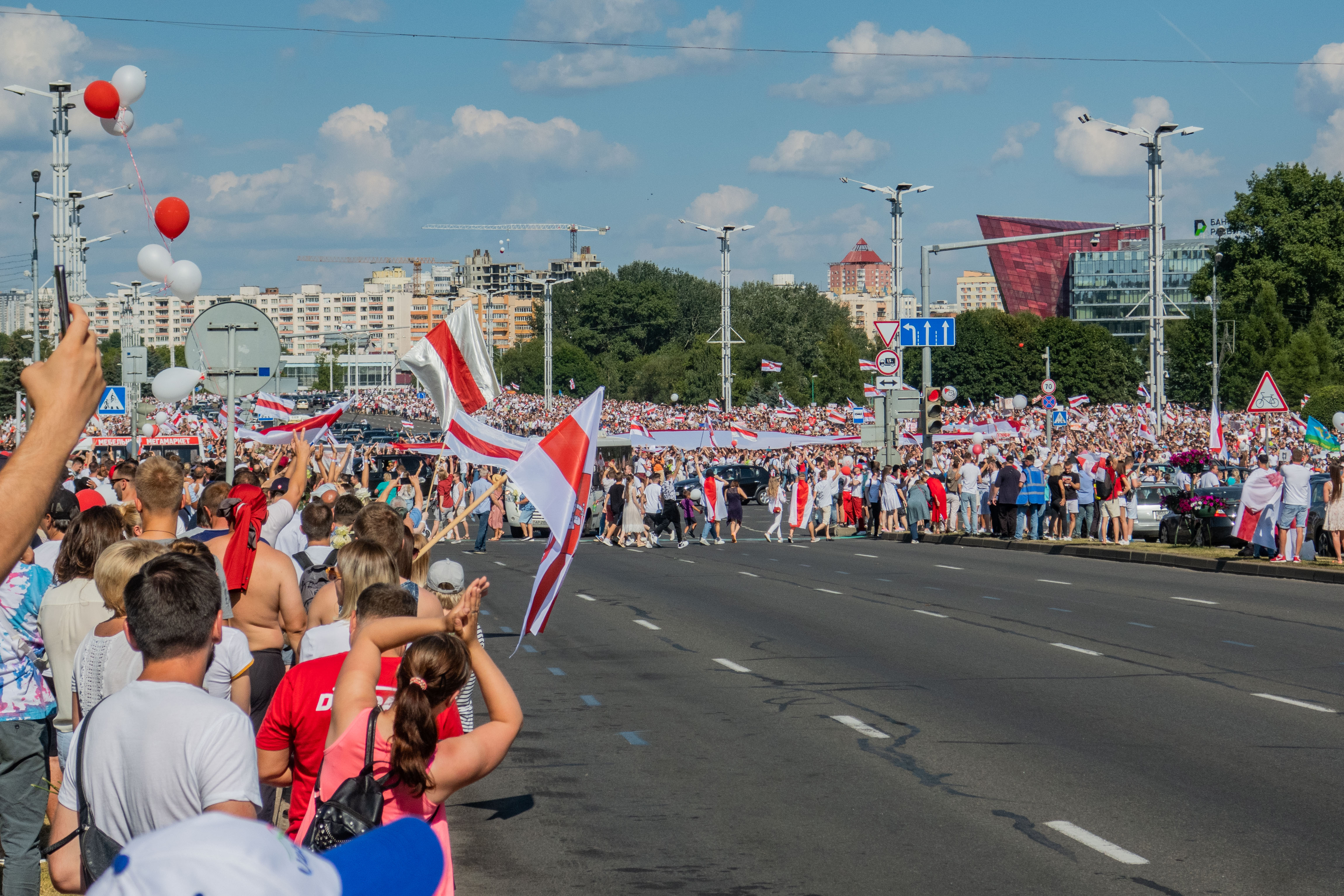
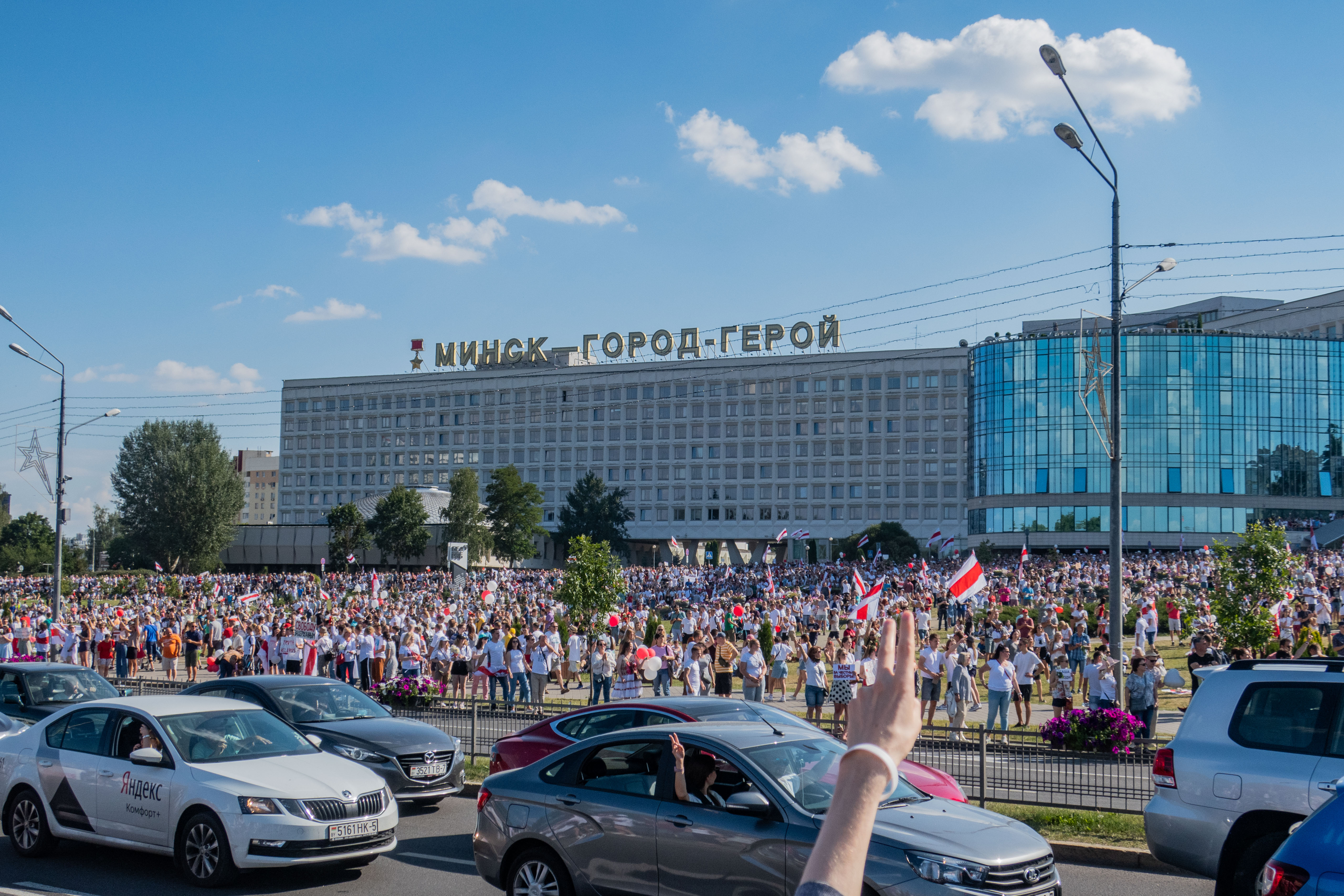
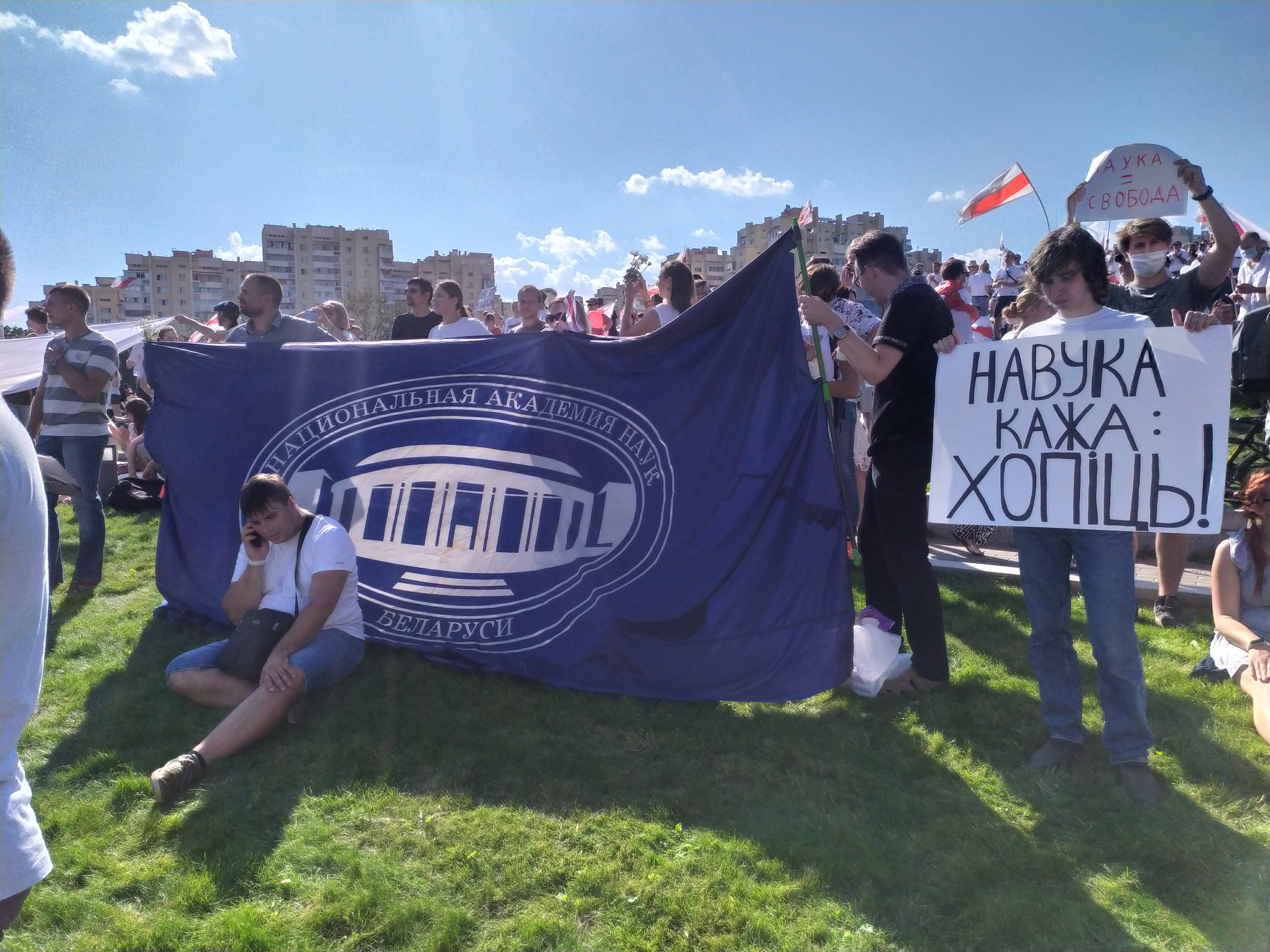